# Głogówek
Głogówekⓘ (nome adicional em alemão: Oberglogau, em latim: Glogovia minor, em tcheco/checo: Horní Hlohov, em silesiano: Gogōwek) é um município no sudoeste da Polônia, na voivodia de Opole, no condado de Prudnik e é a sede da comuna urbano-rural de Głogówek. Historicamente, está localizado na Alta Silésia, na região de Prudnik, na fronteira da Bacia do Racibórz e o Planalto de Głubczycki, que fazem parte da planície da Silésia. O rio Osobłoga flui por ele.
Nos anos de 1975 a 1998, a cidade pertencia administrativamente à antiga voivodia de Opole.
Estende-se por uma área de 22,1 km², com 5 426 habitantes, segundo o censo de 31 de dezembro de 2024, com uma densidade populacional de 246 hab./km².
Uma das cidades mais antigas da Polônia, fundada em 1275. Situada no Ducado de Opole, foi a segunda sede dos príncipes de Opole. No século XV, foi a capital do Ducado de Głogówek-Prudnik. Em 1655, o rei polonês João II Casimiro Vasa refugiou-se na cidade e, em 1806, o compositor Ludwig van Beethoven. Desde 1945, está nas fronteiras da Polônia. Foram construídos novos conjuntos habitacionais, fábricas e infraestrutura turística.

## Toponímia

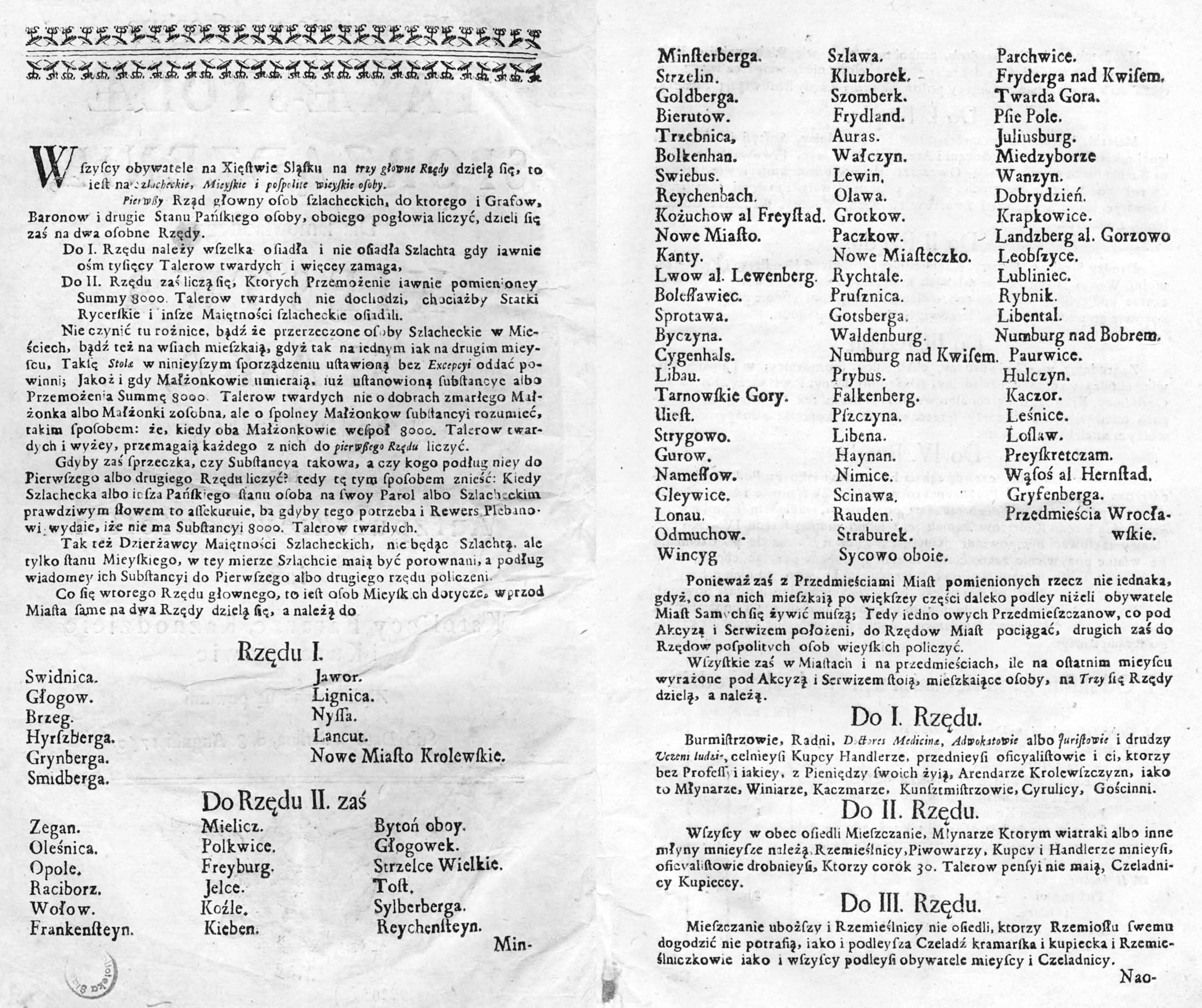
O nome Głogówek entre outros nomes de cidades da Silésia em um documento oficial prussiano de 1750 emitido em polonês em Berlim

O nome do local vem do nome polonês de uma planta pertencente à família das Rosaceae — głog (espinheiro-branco = Crataegus L.). Este raciocínio apresenta uma descrição topográfica da Alta Silésia de 1865, observando a cidade sob nomes alemães, poloneses e latinos no fragmento: “Ihren Namen Ober-Glogau (Gorny Glógow, Superior Glogovia) hat die Stadt wahrscheinlich von dem noch heute hie und da wachsenden Hagedorn (pol. głog) erhalten sie wird auch wohl Klein-Glogau oder Weniger-Glogau, polnisch Mały-Glogów, Głogówek, Minor-Glogovia genannt”, isto é, traduzido para o português A cidade provavelmente recebeu o nome de Ober-Glogau (Gorny Glógow, Glogovia Superior) devido ao espinheiro (em polonês głog) que ainda cresce aqui e ali, assim como os nomes  Klein-Glogau ou Weniger-Glogau, em polonês Mały-Glogów, Głogówek, Minor-Glogovia se originaram deles.
Em 1475, nos estatutos latinos do Statuta synodalia episcoporum Wratislaviensium, a aldeia é mencionada na forma latinizada Glogouie minoris. Em 1613, o regionalista e historiador da Silésia Mikołaj Henel de Prudnik mencionou a cidade em seu trabalho sobre a geografia da Silésia intitulado Silesiographia com seu nome latino: Glogovia Minor.
Em 1750, o nome Głogówek foi mencionado em polonês por Frederico, o Grande entre outras cidades da Silésia em uma ordem oficial emitida para os habitantes da Baixa e da Alta Silésia.
Na lista alfabética de lugares na Silésia, publicada em 1830 em Breslávia por Johann Knie, o lugar aparece sob os nomes alemães Klein Glogau e Ober Glogau, bem como o nome polonês Gorny Glogow. Os mesmos nomes foram listados na descrição estatística do Estado prussiano de 1837. Os nomes poloneses Mały Głogów e Głogówek no livro “Um breve esboço da geografia da Silésia para a ciência inicial” publicado em Głogówek em 1847 foram mencionados pelo escritor da Alta Silésia Józef Lompa.
O nome atual foi aprovado administrativamente em 7 de maio de 1946.

## Geografia

### Localização
A cidade está localizada no sudoeste da Polônia, na voivodia de Opole, a cerca de 10 km da fronteira com a República Tcheca, na divisa da Bacia do Racibórz com o Planalto de Głubczyce. Pertence à Eurorregião de Pradziad. Está localizada no distrito de floresta de Prudnik (distrito de Prudnik). O rio Osobłoga atravessa as fronteiras administrativas da cidade. Głogówek está situada a uma altitude de 212 m acima do nível do mar.

### Clima
Em Głogówek o clima é frio e temperado. Este clima é “Cfb” segundo a classificação climática de Köppen-Geiger. 9,7 °C é a temperatura média em Głogówek. A precipitação média anual é de 843 mm. As estações termais variam consideravelmente. Os ventos ocidentais prevalecem.
| Dados climatológicos para Głogówek | Dados climatológicos para Głogówek | Dados climatológicos para Głogówek | Dados climatológicos para Głogówek | Dados climatológicos para Głogówek | Dados climatológicos para Głogówek | Dados climatológicos para Głogówek | Dados climatológicos para Głogówek | Dados climatológicos para Głogówek | Dados climatológicos para Głogówek | Dados climatológicos para Głogówek | Dados climatológicos para Głogówek | Dados climatológicos para Głogówek | Dados climatológicos para Głogówek |
| Mês                                | Jan                                | Fev                                | Mar                                | Abr                                | Mai                                | Jun                                | Jul                                | Ago                                | Set                                | Out                                | Nov                                | Dez                                | Ano                                |
| ---------------------------------- | ---------------------------------- | ---------------------------------- | ---------------------------------- | ---------------------------------- | ---------------------------------- | ---------------------------------- | ---------------------------------- | ---------------------------------- | ---------------------------------- | ---------------------------------- | ---------------------------------- | ---------------------------------- | ---------------------------------- |
| Temperatura máxima média (°C)      | 1,7                                | 3,5                                | 8,2                                | 14,5                               | 18,9                               | 22,0                               | 24,2                               | 24,2                               | 19,3                               | 13,9                               | 8,5                                | 3,4                                | 13,5                               |
| Temperatura média (°C)             | −0,9                               | 0,2                                | 4,1                                | 9,7                                | 14,4                               | 17,8                               | 19,9                               | 19,7                               | 15,1                               | 10,2                               | 5,7                                | 1,0                                | 9,7                                |
| Temperatura mínima média (°C)      | −3,6                               | −3,0                               | −0,1                               | 4,4                                | 9,2                                | 13,0                               | 15,1                               | 14,8                               | 10,9                               | 6,8                                | 3,1                                | −1,5                               | 5,8                                |
| Precipitação (mm)                  | 49                                 | 42                                 | 56                                 | 61                                 | 89                                 | 102                                | 119                                | 87                                 | 79                                 | 55                                 | 53                                 | 51                                 | 843                                |
| Dias com precipitação              | 9                                  | 8                                  | 9                                  | 9                                  | 10                                 | 11                                 | 11                                 | 9                                  | 8                                  | 8                                  | 8                                  | 9                                  | 109                                |
| Umidade relativa (%)               | 81                                 | 79                                 | 74                                 | 67                                 | 68                                 | 68                                 | 67                                 | 66                                 | 71                                 | 76                                 | 81                                 | 81                                 | 73,3                               |
| Fonte: 2023-06-17                  |                                    |                                    |                                    |                                    |                                    |                                    |                                    |                                    |                                    |                                    |                                    |                                    |                                    |

### Divisão administrativa
Conforme o Registro Oficial Nacional da Divisão Territorial do País, os distritos de Głogówek são:
- Głogowiec
- Oracze
- Winiary
- Zwierzyniec

Também existem conjuntos habitacionais na cidade:
- Jana Pawła II
- Marii Konopnickiej

## História

### Pré-história e Antiguidade
Na década de 1920, durante os trabalhos de renovação no porão da Prefeitura de Głogówek, foi encontrado um machado de pedra e, na área da usina de açúcar, foram encontrados os restos de um assentamento da Cultura da Cerâmica Linear. Ao longo do terraço Osobłoga, foram encontrados artefatos da Idade do Bronze (encontrados durante escavações no assentamento defensivo Wójtowiec na floresta Olszynka, ao norte da cidade) e peças de cerâmica datadas de 900–700 a.C.

### Idade Média

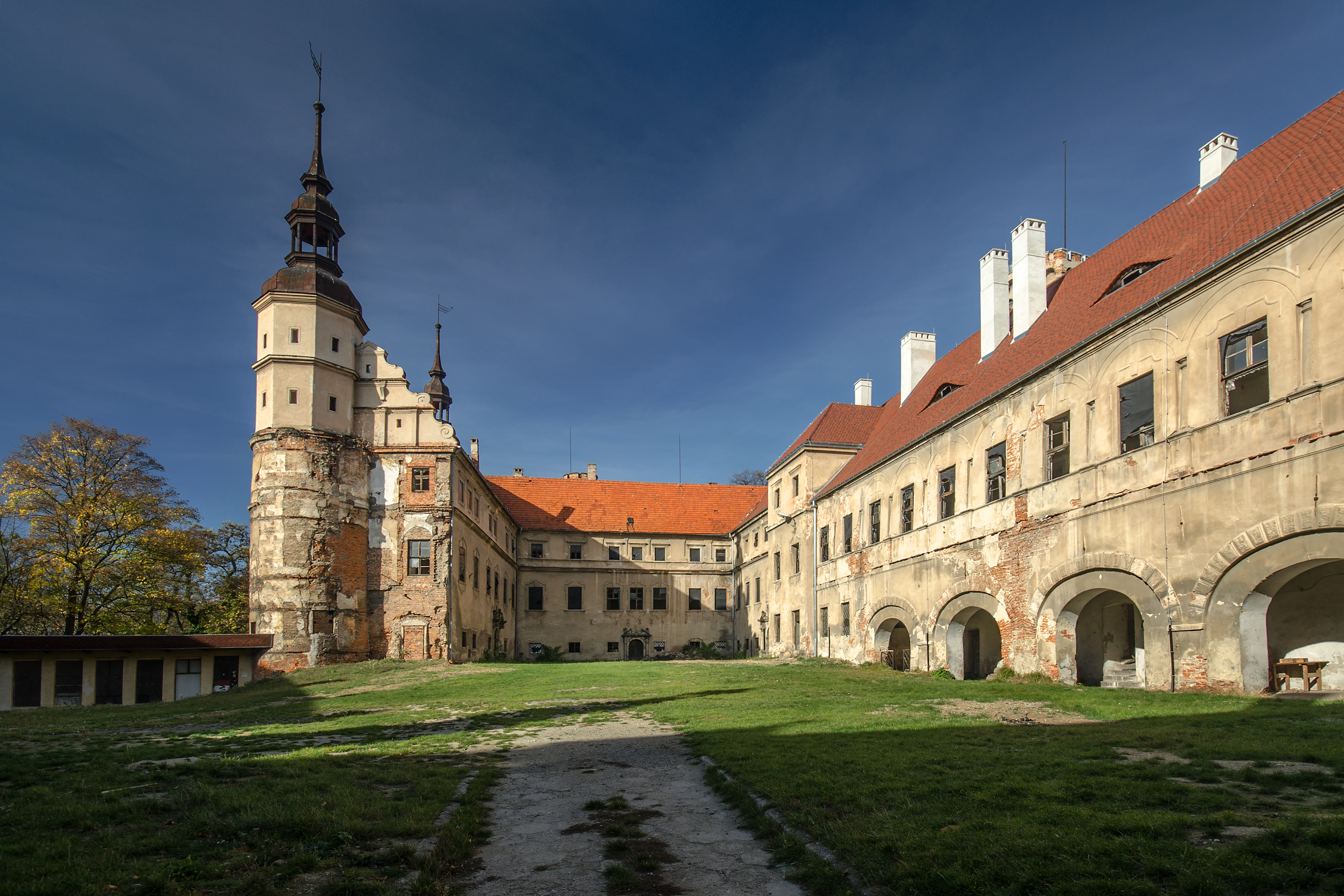
Castelo em Głogówek

A área onde Głogówek foi fundada estava localizada no território ocupado pela tribo dos opolanos. Supõe-se que o primeiro organismo de caráter defensivo e administrativo no local da atual Cidade Velha tenha sido estabelecido entre os séculos XI e XII. O assentamento defensivo medieval estava localizado nos limites da castelania de Koziel.
Głogówek foi mencionada pela primeira vez em 1226 em um documento do bispo com o nome de “Glogov”. Na segunda metade do século XIII, foi criado um organismo municipal com duas igrejas, uma praça de mercado e casas de madeira cercadas por muralhas. Głogówek foi a segunda residência do príncipe Vladislau de Opole. O duque ergueu um novo castelo em Głogówek em 1250, um monastério franciscano com a igreja de São Francisco em 1264, concedeu à vila o privilégio de mercado em 23 de abril de 1275 e direitos de cidade em 21 de dezembro de 1275. A partir de 1284, surgiu a primeira menção à paróquia de São Bartolomeu em Głogówek. Os fundadores de Głogówek e seus primeiros prefeitos eram membros da família Larisch. O primeiro vereador da cidade mencionado em documentos históricos foi Konrad, mencionado em 1295. A família Larisch vendeu a prefeitura da cidade para o município no início do século XIV.
A cidade continuou sendo a segunda residência dos príncipes de Opole. Os habitantes se dedicavam à agricultura e ao artesanato. Głogówek estava situada no cruzamento das rotas comerciais de Nysa, via Prudnik, para Cracóvia, e de Olomouc, via Toruń, para Gdańsk. Em virtude de um privilégio de cerveja, todas as casas burguesas tinham o direito de fabricar cerveja. De 1313 a 1382, a cidade esteve em poder dos duques de Niemodlin. Entre 1348 e 1350, houve uma epidemia de cólera. Em 1350, Boleslau, o Primogênito, ergueu uma escola e uma igreja paroquial, elevada à categoria de igreja colegiada em 1379. Em 1359, a prefeitura de Głogówek foi mencionada. O duque Henrique I de Niemodlin concedeu à cidade a lei de Breslávia em 1372 e, um ano depois, a lei de Magdeburgo. Em 1386, o duque Vladislau de Opole concedeu à cidade duas aldeias — Winiary e Oracze. No final do século XIV, Głogówek foi descrita como uma “cidade e fortaleza”, o que indica que a fortificação das muralhas da cidade começou e edifícios de alvenaria, como portões da cidade, bastiões e torres, foram erguidos.
Bernardo de Niemodlin e seu irmão Bolko IV de Opole assumiram Prudnik e Głogówek após a morte da viúva de Vladislau de Opole entre 1418 e 1424. Logo, o filho de Bolko IV, Bolko V, o Hussita, assumiu o domínio desta área. Inicialmente, ele governou com seu pai. O primeiro documento sobrevivente no qual Bolko V é mencionado como Senhor de Prudnik vem de 6 de maio de 1425, e sua esposa Isabel Granowska, enteada do rei polonês Ladislau II Jagelão, aparece como a duquesa de Głogów no documento de 5 de fevereiro de 1427. Bolko V se intitulou duque de Głogówek-Prudnik. Głogówek participou de um acordo com Prudnik, Ścinawa Mała, Biała e Niemodlin para processar e punir criminosos com a morte. Em 1427, o duque de Głogówek-Prudnik, Bolko V, confirmou um privilégio anterior que permitia aos judeus se estabelecerem em Prudnik, Biała, Głogówek e Strzeleczki. Durante a expedição dos hussitas à Silésia, em 13 de março de 1428, Głogówek e as aldeias vizinhas foram saqueadas pelos hussitas. O padre Jędrzej Gałka, de Dobczyn, estabeleceu-se na corte de Bolko V em Głogówek. Enquanto em Głogówek, entre meados de abril e 23 de junho de 1449, ele escreveu a Canção de Wiklefa e um tratado em latim sobre Wiklefa e seus ensinamentos, que foi um comentário à obra poética in lingua vulgari (em polonês). Um incêndio em 1478 consumiu a maioria dos edifícios da cidade. A maioria dos habitantes morreu durante uma epidemia em 1497.

### Séculos XVI a XX

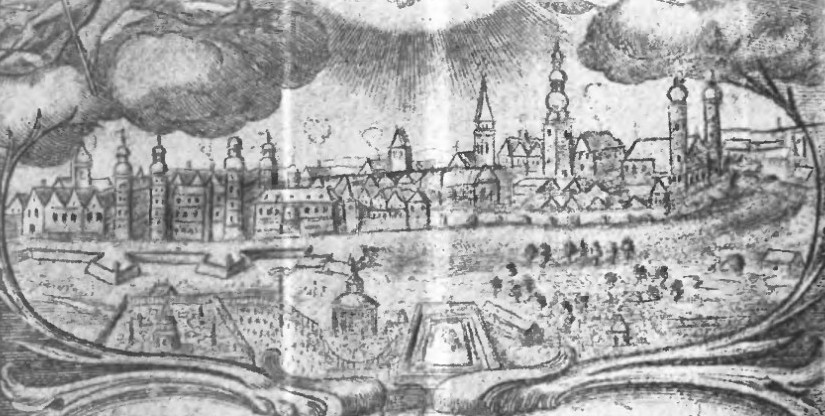
Panorama de Głogówek em 1636

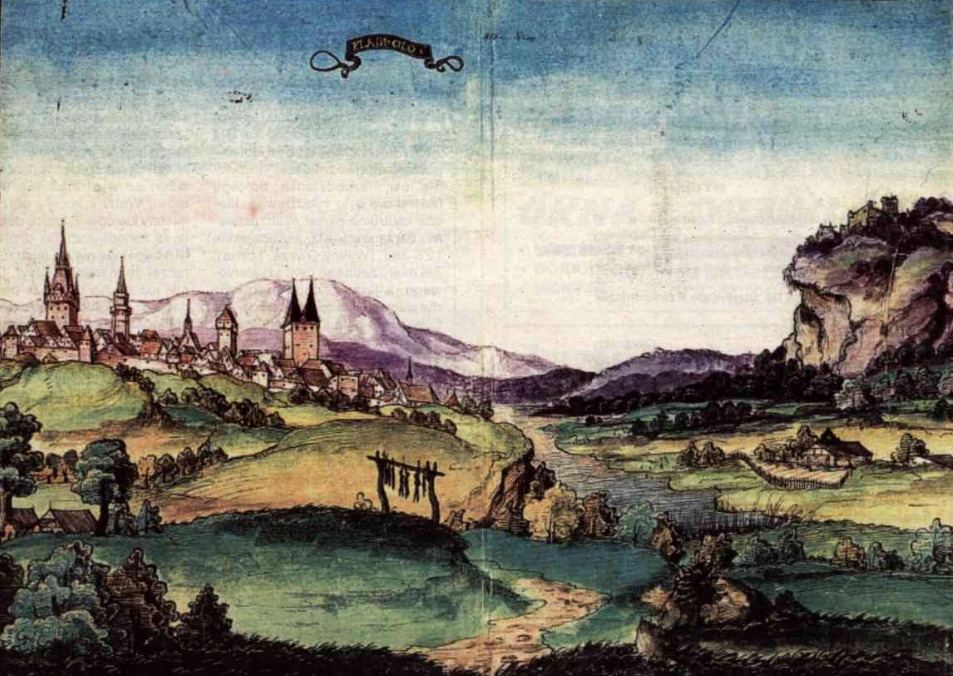
Panorama de Głogówek no século XVI

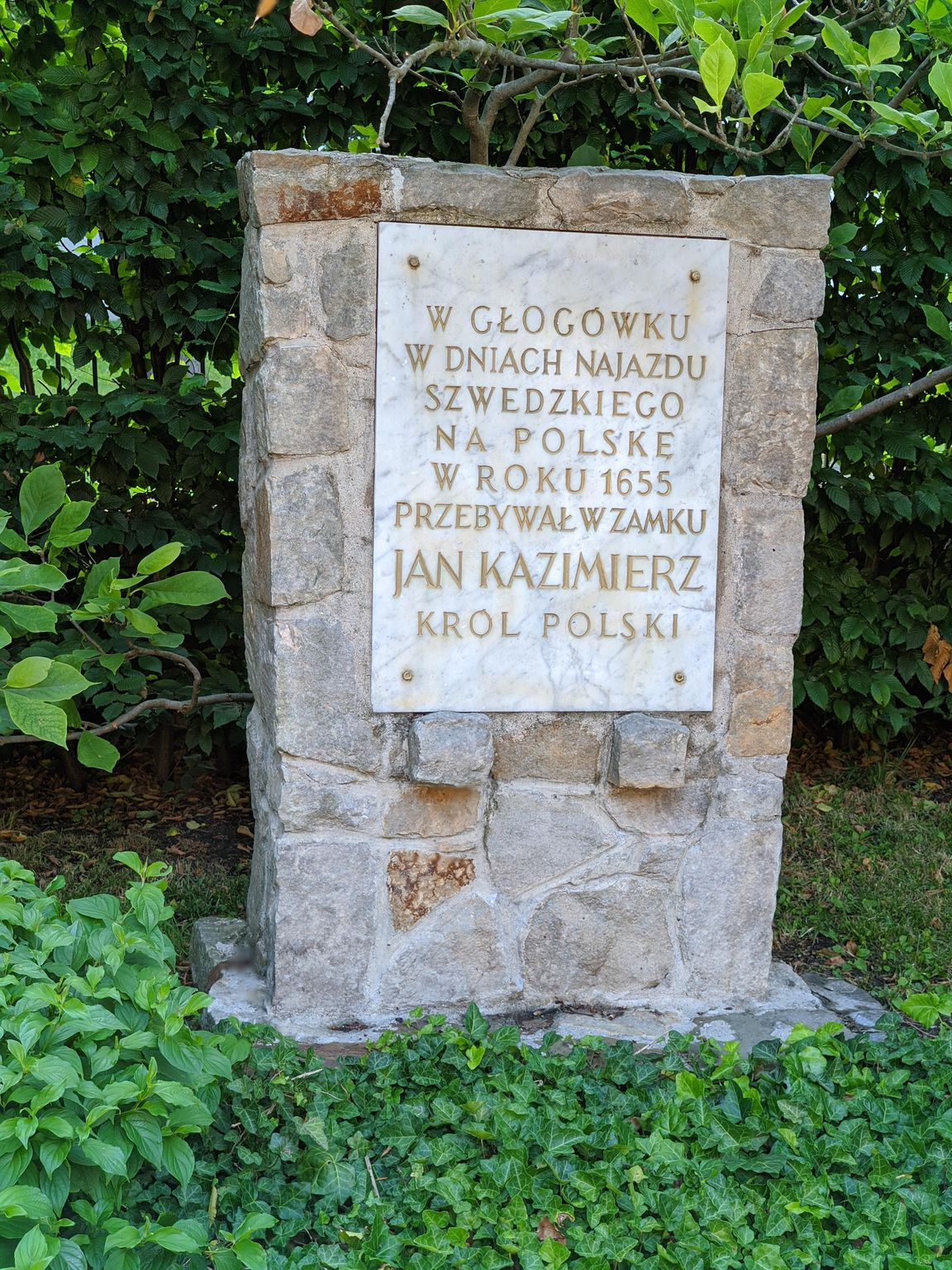
Monumento em comemoração da estadia do rei João Casimiro em Głogówek

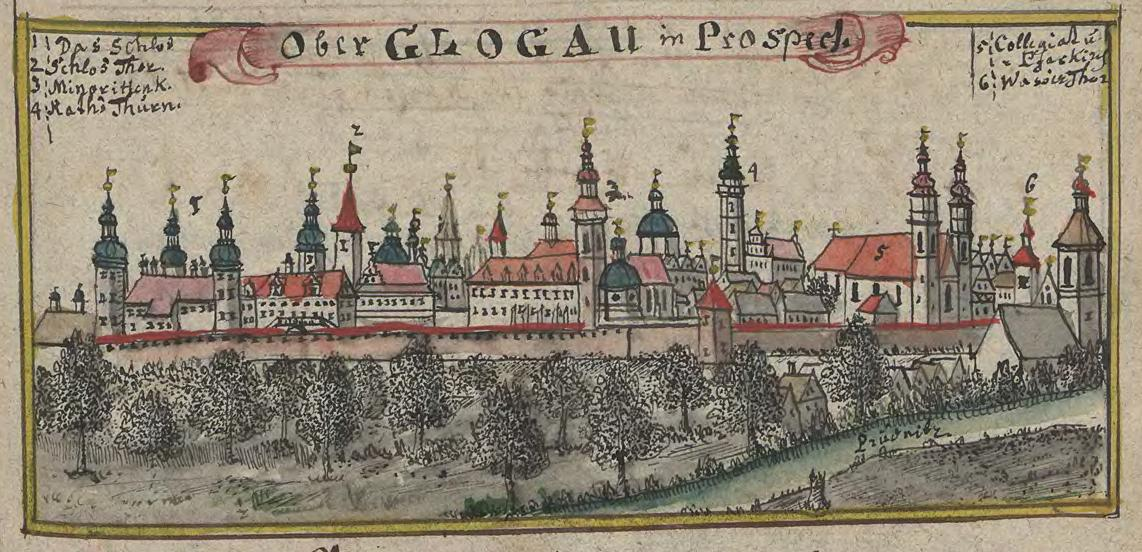
Panorama de Głogówek no século XVIII, de Friedrich Bernhard Werner

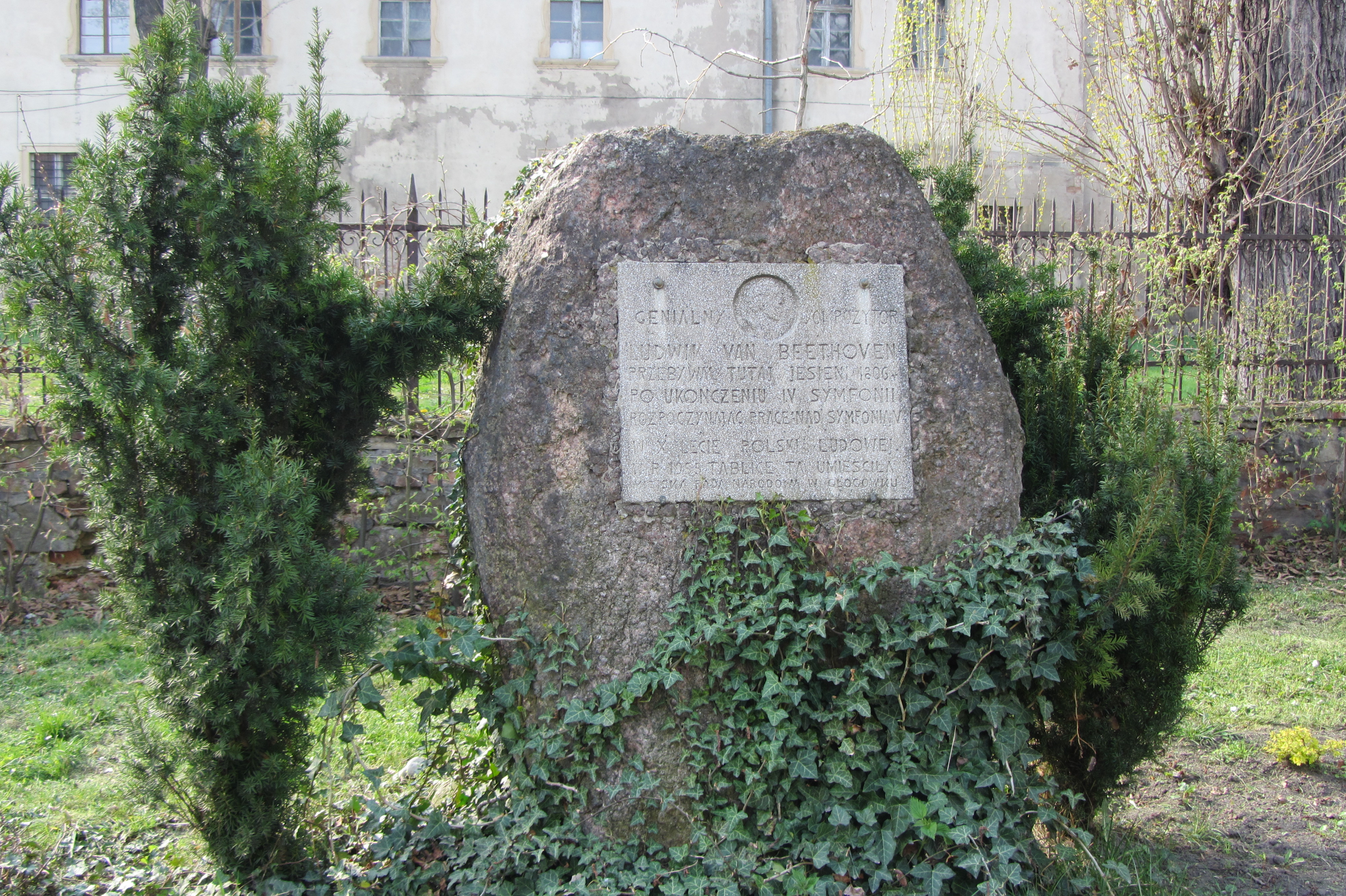
Monumento comemorativo da estada de Ludwig van Beethoven em Głogówek

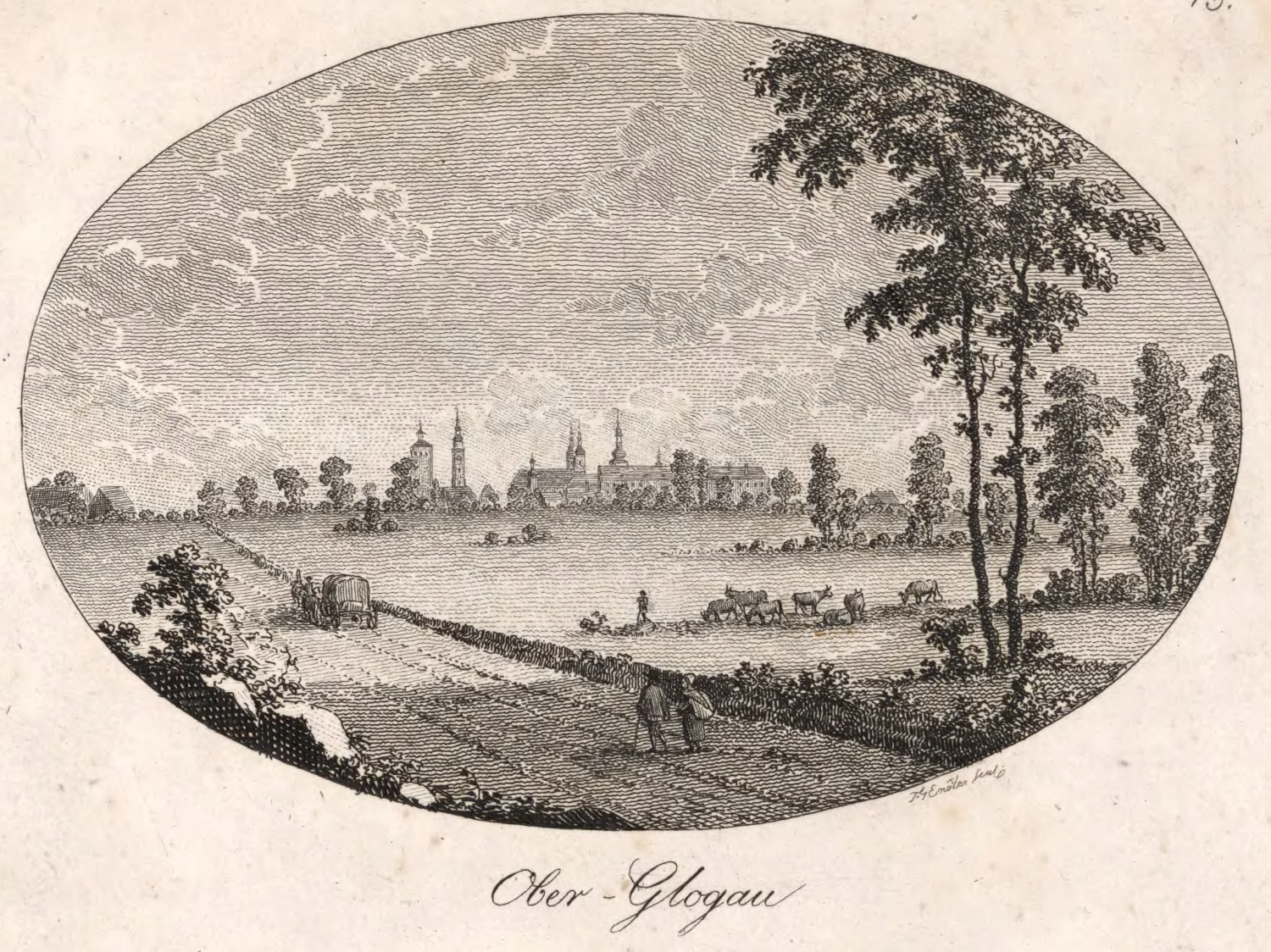
Panorama de Głogówek por Friedrich Gottlob Endler - 1808

Conforme os acordos firmados com João II, o Bom, Głogówek, com todo o Ducado de Opole e Racibórz, passou para as mãos dos reis da Boêmia da dinastia dos Habsburgos. Eles concederam o feudo de Opole, entre outros, à dinastia de Vasa nos anos de 1645–1666. Em 1561, o domínio de Głogówek foi arrendado ao barão Hans von Oppersdorff, e, em 1593, a família Oppersdorff comprou a propriedade com os domínios como sua própria propriedade.
A maioria dos habitantes da cidade era de origem polonesa e boêmia. Na segunda metade do século XVI, a cidade no interior dos muros tinha 114 casas alugadas e 32 casas pequenas, 98 casas nos subúrbios, 25 em Winiary e 54 fazendas em Oraczy. Várias casas renascentistas de tijolos foram construídas na Praça do Mercado. Em 16 de abril de 1582, um incêndio queimou quase todos os edifícios da cidade e dos subúrbios. Apenas o castelo e as casas em seus arredores sobreviveram.
A impressão mais antiga conhecida provavelmente impressa em Głogówek data de 1625. Nos anos de 1625 a 1635 e no outono de 1643, houve uma epidemia de peste na cidade. Só em 1643, mais de 500 pessoas morreram na cidade e nos subúrbios. A cidade foi incendiada várias vezes durante a Guerra dos Trinta Anos.
A invasão da República das Duas Nações em 1655 pelos suecos não encontrou grande resistência no início, e o exército sueco rapidamente ocupou quase todo o território da Coroa do Reino da Polônia e parte do Grão-Ducado da Lituânia. Quase todas as voivodias da Coroa abandonaram o rei João II Casimiro Vasa e passaram para o rei da Suécia, Carlos X Gustavo. O rei João II Casimiro, com sua esposa Maria e uma corte de 1 800 pessoas, tiveram que deixar as fronteiras da República das Duas Nações e foram para Głogówek, onde permaneceram no exílio por dois meses a partir de outubro de 1655. O Ducado de Opole e Racibórz era propriedade da Rainha Maria, e o então proprietário do castelo, Franciszek Eusebiusz Oppersdorff, poderia recompensar o casal real por ter lhe dado hospitalidade no Castelo de Wawel alguns anos antes, durante a Guerra dos Trinta Anos, ele pode se refugiar primeiro em Wawel e depois no castelo real em Niepołomice. A esposa de Oppersdorf, Anna Zuzanna de Bess, pertenceu anteriormente à corte da Rainha Maria. No castelo, alianças internacionais contra os suecos e encontros com militares do lado do rei foram organizados. Um dos cortesãos que se hospedou no castelo foi o poeta barroco Jan Andrzej Morsztyn. Ludwika Maria deixou Głogówek em 28 de junho de 1656, seis meses depois de seu marido.
No século XVIII, Głogówek estava sujeita à inspeção fiscal em Prudnik. Até 1742, a cidade era a sede do distrito judicial de Głogówek na Monarquia dos Habsburgos. Após a Primeira Guerra da Silésia, ela estava nas fronteiras do Reino da Prússia e tornou-se parte do condado de Prudnik, na província da Silésia (o escritório do starosta estava inicialmente localizado em Głogówek). Em 1746, havia uma guarita postal em Głogówek, subordinada à agência postal de Prudnik. Em um incêndio em 5 de outubro de 1765, 204 casas, uma maltaria, uma igreja e um mosteiro minorita com um pré-castelo foram queimados.
No início do século XIX, o polonês ainda era a língua dominante em Głogówek. O cultivo de frutas e vegetais se desenvolveu, e uma refinaria de açúcar e uma fiação de linho foram instaladas. Durante as Guerras Napoleônicas, em 1806, Franciszek Joachim Oppersdorff hospedou Ludwig van Beethoven aqui, que havia escapado do exército de Napoleão para Głogówek. Em agradecimento pela hospitalidade, o compositor alemão dedicou a ele sua 4.ª sinfonia em si bemol maior, Op. 60. O cravo usado por Beethoven sobreviveu até hoje, e o instrumento está agora em exibição no Museu de Interiores de Castelos em Pszczyna. No início de 1807, Głogówek foi sitiada e ocupada pelo exército francês. Em 1809, formações do exército napoleônico estavam estacionadas na cidade, compostas por soldados bávaros, italianos, franceses, de Wittenberg e cerca de 500 soldados poloneses, formando dois regimentos de infantaria e parte da cavalaria sob o comando de Szymon Białowiejski e Jan Szott.
Em 11 de março de 1860, a Associação de Proteção contra Incêndios foi fundada em Głogówek. O primeiro corpo de bombeiros foi instalado em 1863 na rua Dąbrowskiego. Em 1861, havia 176 judeus vivendo em Głogówek. Em seu livro “Canções do povo polonês na Alta Silésia”, publicado em 1863, Juliusz Roger efetuou anotações sobre canções folclóricas polonesas originárias de Głogówek. Em 1876, foi inaugurada uma linha de trem que ligava Głogówek a Nysa e Koźle.
Conforme o censo de 1 de dezembro de 1910, dos 6 314 habitantes de Głogówek, todos falavam alemão. Em 1911, o primeiro campo de golfe no atual território da Polônia, associado à família Radziwiłł por Dorota Leontyna Maria Radziwiłł, foi fundado em Głogówek, projetado por C. S. Butchart (mencionado no Anuário Alemão de Golfe em 1912, como um campo particular em Oberglogau).

### Período entre guerras

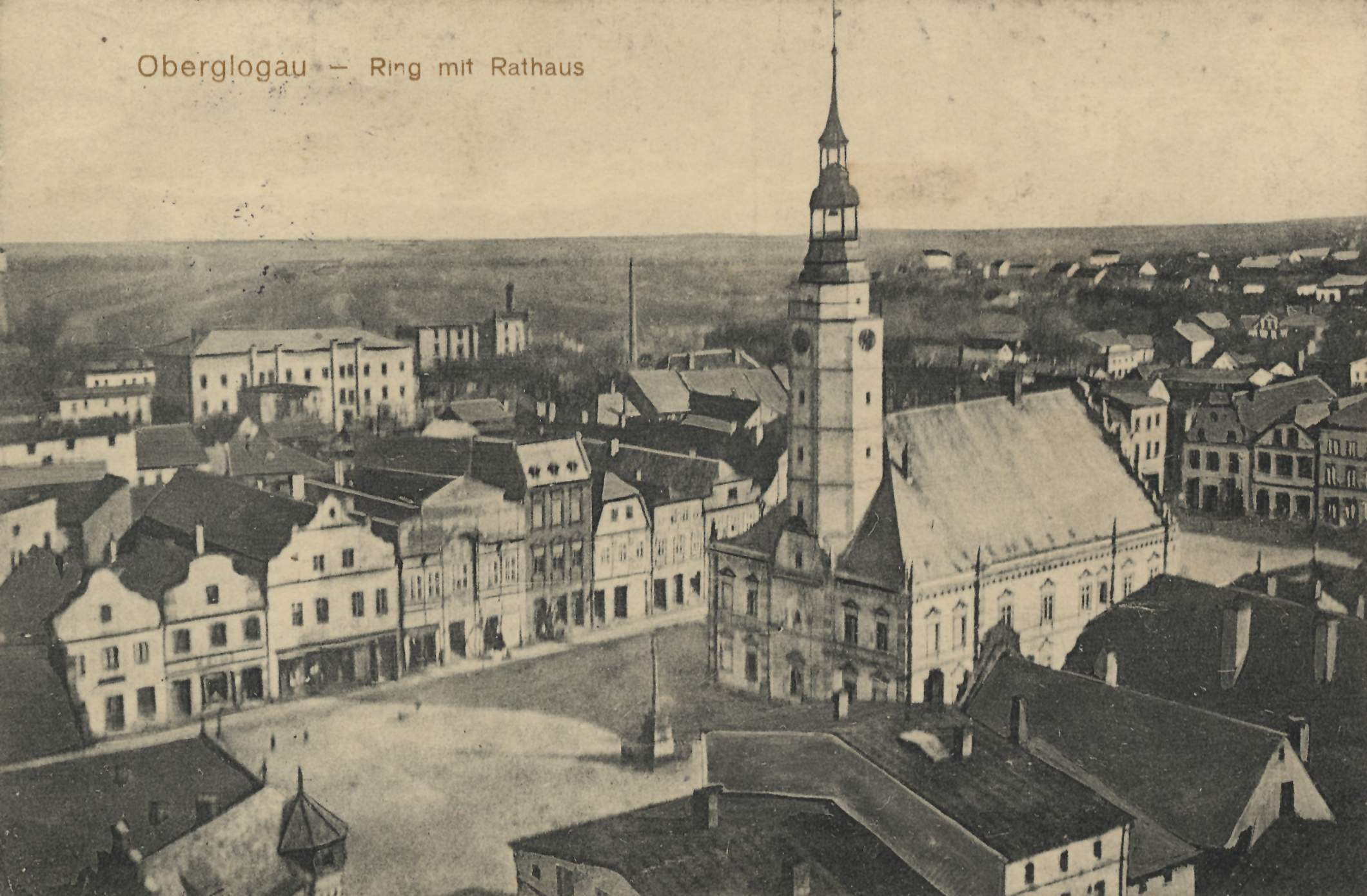
Praça do Mercado em Głogówek (1916)

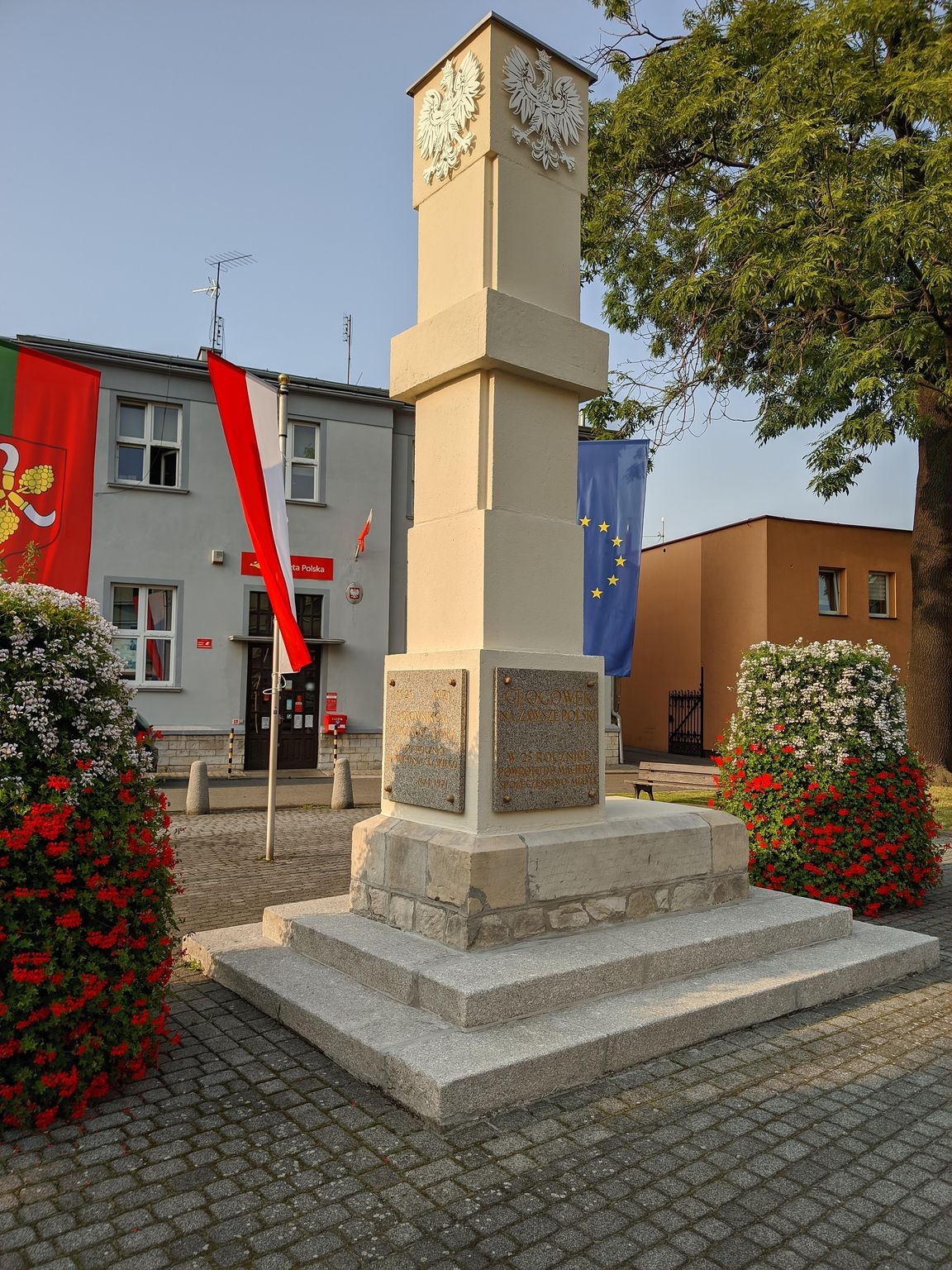
Monumento aos lutadores pela liberdade da Silésia em Głogówek

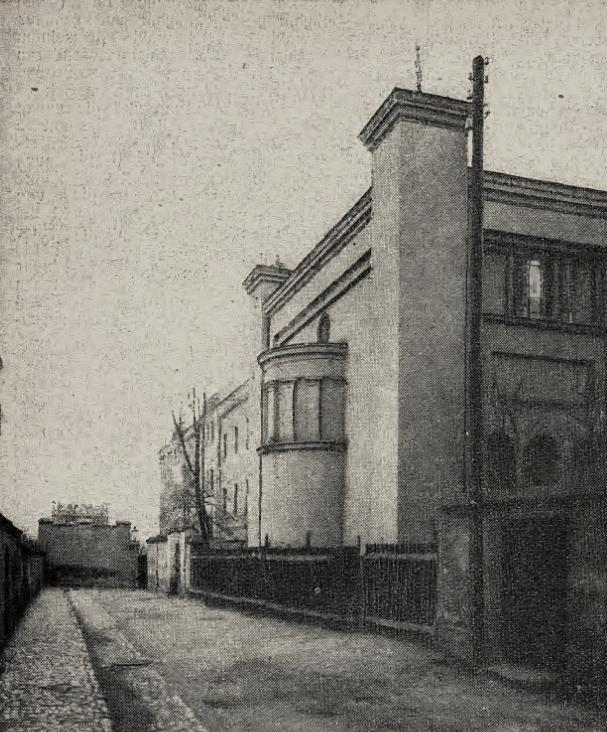
Sinagoga em Głogówek (1930)

A partir de 1919, Głogówek pertencia à recém-criada Província da Alta Silésia. A província foi liquidada em 1938 e restabelecida em 18 de janeiro de 1941.
Em 1921, apenas parte do condado de Prudnik estava no escopo do plebiscito na Alta Silésia. Głogówek ficava no lado leste, na área do plebiscito. O Comitê do Plebiscito Polonês para o condado de Prudnik foi transferido de Prudnik para Głogówek e depois para Strzeleczki, pois suas instalações em Prudnik haviam sido demolidas. Em Głogówek, 96% dos habitantes (5 093) votaram em pertencer à Alemanha e 4% dos habitantes (226) votaram pela Polônia. No distrito eleitoral de Głogówek, a opção alemã venceu com 88% (12% votaram por pertencer à Polônia). Em 23 de março de 1921, em Głogówek, apoiadores da opção alemã espancaram o presidente do Comitê do Plebiscito, Reszka, e dispararam tiros contra as janelas da exposição do Comitê de Conciliação Política. A Polícia do Plebiscito chegou ao local. As janelas das casas de famílias polonesas também foram quebradas. Cinco dias depois, os alemães atacaram uma pousada na rua Mickiewicza, ferindo gravemente três poloneses e destruindo “todo o equipamento da pousada”.
Durante a 3.ª Revolta da Silésia, em maio de 1921, o comando da Autodefesa da Alta Silésia (Selbstschutz Oberschlesien, SSOS) foi assumido pelo general Karl Hoefer, que chefiava o quartel-general das forças alemãs em Głogówek.
No período entre guerras, o corpo de bombeiros de voluntários foi transferido para a praça Karola Miarki.
Durante a Noite dos Cristais em 9 e 10 de novembro de 1938, milícias nazistas incendiaram a sinagoga em Głogówek, construída em 1864. No entanto, o prédio incendiado nunca foi demolido. Todos os homens judeus entre 20 e 60 anos foram presos na cidade.

### Segunda Guerra Mundial

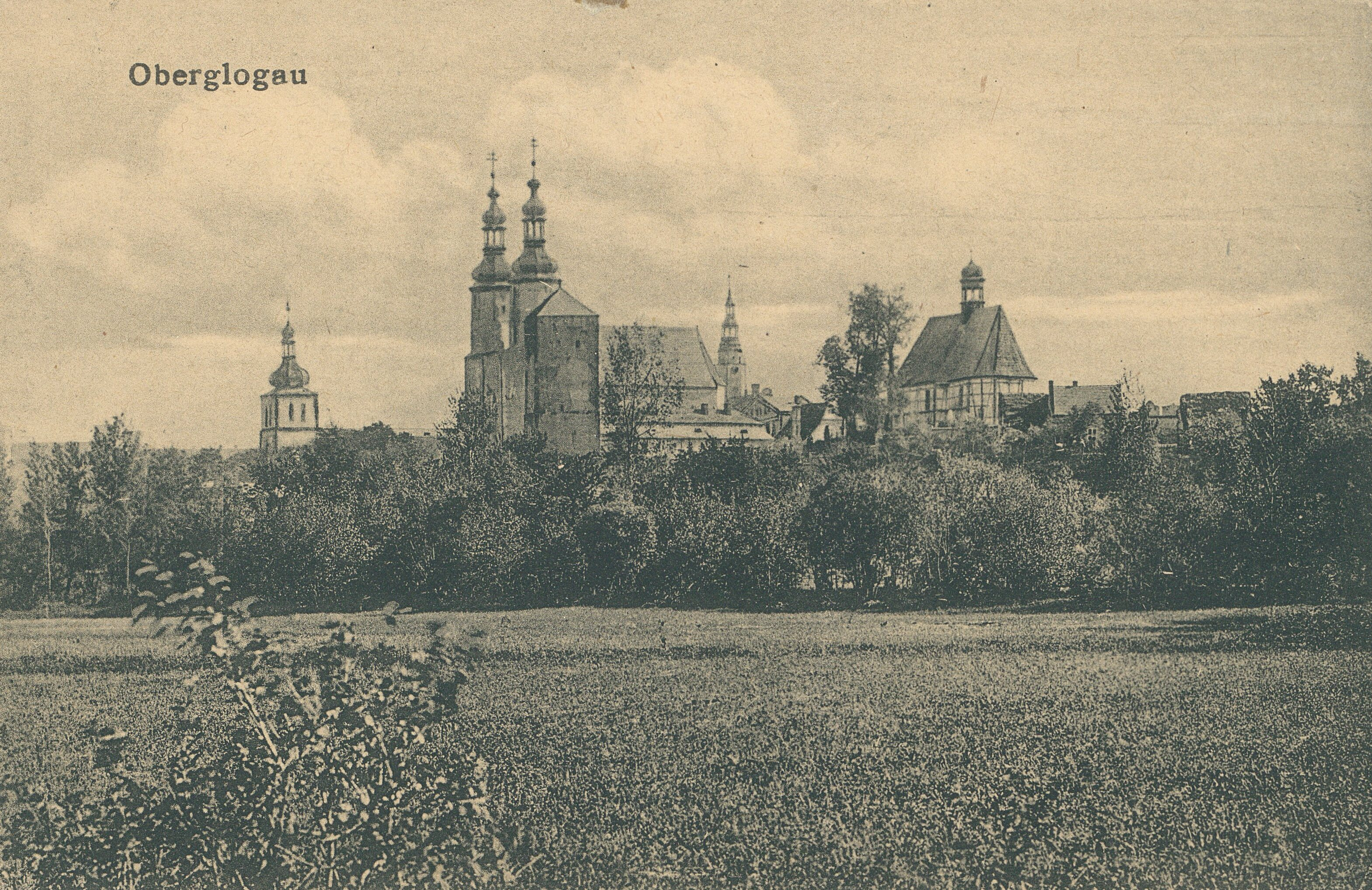
Panorama de Głogówek de 1939 a 1945

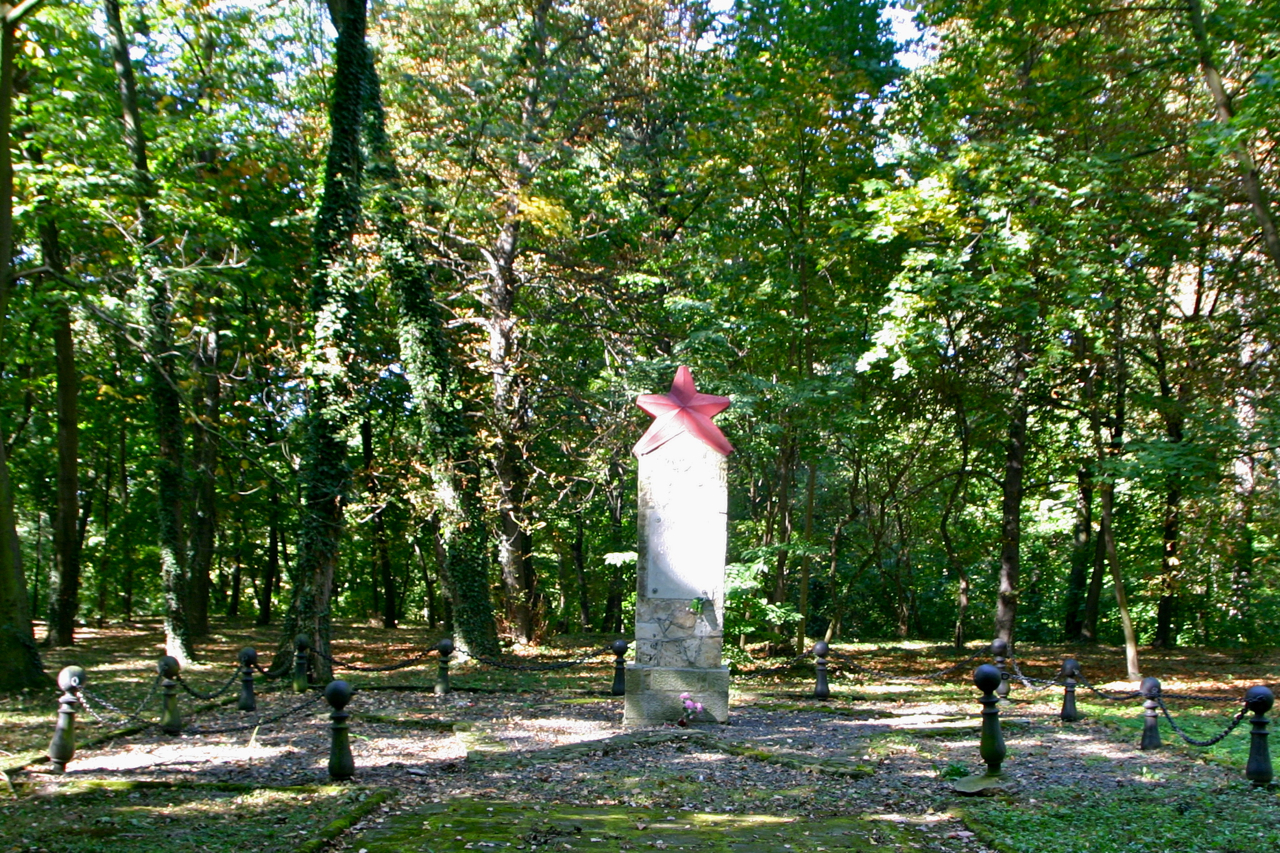
Monumento da Gratidão no Parque da Cidade (removido em 2019)

Durante a Segunda Guerra Mundial, os habitantes alemães de Głogówek usaram o trabalho escravo de trabalhadores forçados poloneses. Os trabalhadores eram extremamente explorados e perseguidos pelos fazendeiros alemães e, em caso de desobediência, eram encaminhados para campos de concentração. Esse foi o destino de Jan Grabowski de Nowy Targ.
No início de dezembro de 1944, os refugiados, entre outros, da Prússia Oriental começaram a chegar a Głogówek. Em janeiro de 1945, no atual Complexo Escolar, Orfanato, na rua Batory e no ginásio, foram instalados hospitais de campanha, para os quais eram conduzidos os soldados feridos do rio Óder. No hospital da rua Konopnicka, oficiais superiores eram tratados, entre eles, o general Georg Koßmala (inglês) e o SS-Oberführer Georg Bochmann. Os soldados levemente feridos foram evacuados para as profundezas da Alemanha Nazista por aviões do aeroporto Rossweide em Nowe Kotkowice. No mesmo mês, colunas de prisioneiros de campos de concentração alemães passaram por Głogówek. Durante a chamada “Marcha da Morte” muitas pessoas morreram ou foram assassinadas pelos alemães. Os prisioneiros chegaram a Głogówek em 25 de janeiro. Eles foram aquartelados em uma fábrica de açúcar na rua Fabryczna. Na manhã do dia seguinte, cerca de uma dúzia de judeus foram fuzilados no parque local. Eles foram enterrados em um lugar não especificado.
Em fevereiro de 1945, a cidade foi transformada em uma fortaleza. O Volkssturm local, juntamente com os trabalhadores forçados, começaram a cavar trincheiras, construir diques e barreiras anti-tanque. Cerca de 1 500 pessoas permaneceram na cidade, principalmente agricultores da Silésia. A polícia militar executou cerca de 30 desertores alemães nas proximidades da rua Zamkowa e o poço de cascalho em Rzepcz. Em 18 de março, Głogówek foi bombardeada por um avião soviético. Os edifícios da praça principal, a prefeitura, a fábrica de linho e os depósitos da rua Fabryczna foram destruídos. Na noite de 19/20 de março, toda a comuna de Głogówek estava nas mãos dos soviéticos. Em 19 de março de 1945, as unidades alemãs foram expulsas da cidade pelas 135.ª e 245.ª divisões de infantaria do 115.º Corpo de Infantaria do 59.º Exército da Primeira Frente Ucraniana (após a guerra, um Monumento de Gratidão foi inaugurado no Parque da Cidade em homenagem a eles).

### Polônia do Povo
De março a maio de 1945, o condado de Prudnik ficou sob o controle do comando militar soviético. Em 11 de maio de 1945, a administração polonesa assumiu a autoridade civil no condado de Prudnik. Os habitantes de Głogówek que falavam o dialeto da Silésia ou sabiam polonês foram autorizados a permanecer na cidade após receberem a cidadania polonesa. Devido ao grande número de autóctones, a cidade recebeu o apelido de “Pequena Berlim”.
Em 1945, uma fábrica de descaroçamento de algodão e cânhamo e uma fábrica de confeitos “Piast” foram inauguradas em Głogówek. O Castelo de Głogówek foi tomado pelas autoridades polonesas e tornou-se propriedade da comuna. Até a década de 1950, o castelo em deterioração não estava sujeito a cuidados de conservação. Duas olarias de produção de tijolos  tijolos cerâmicos em Głogówek foram adquiridas pela Prudnickie Zakłady Terenowe Przemysłu Materiałów Budowlanych em Prudnik.
A “Divisão administrativa da voivodia de Opole conforme o estado em 31 de agosto de 1964” lista as partes integrantes da cidade: Głogowiec, Polaczki, Wielkie Oracze, Winiary. Em 1972, um novo posto de bombeiros da brigada de incêndio voluntária foi colocado em uso na rua Dworcowa.

### Terceira República

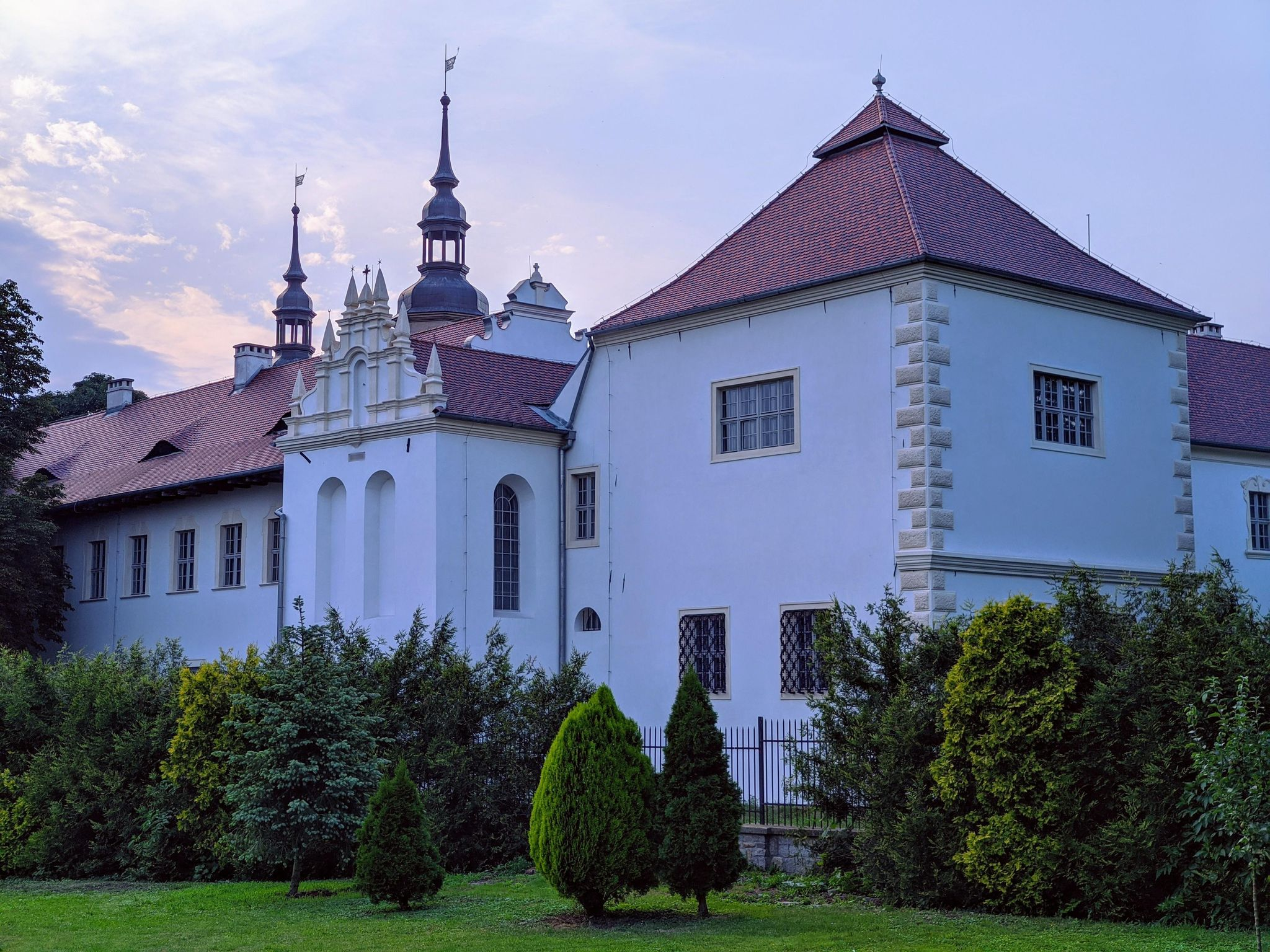
Castelo reformado em Głogówek (2021)

Após as primeiras eleições para o governo autônomo local na Polônia, depois de sua restauração em 1990, Hans Borsutzky tornou-se prefeito da cidade.
Em 1995, foi construída uma nova estação de tratamento de esgoto. Em 2005, o castelo de Głogówek foi vendido a um investidor privado, mas em 2013 foi devolvido ao município de Głogówek. Parte do castelo foi adaptada em um albergue da juventude, um museu regional, uma galeria de pintura de Jan Cybis e um centro comunitário.
Pela resolução de 21 de dezembro de 2020 da Câmara Municipal de Głogówek, a aglomeração de Głogówek foi designada na comuna de Głogówek com um número equivalente de habitantes a 8 057 e localizada nos seguintes assentamentos: Głogówek, Dzierżysławice, Mochów, Racławice Śląskie, Rzepcze com um estação de tratamento de esgoto em Głogówek.

## Demografia
Głogówek está subordinada ao Serviço de Estatística em Opole, sucursal em Prudnik.
Conforme os dados do Escritório Central de Estatística da Polônia (GUS) de 31 de dezembro de 2024, Głogówek é uma cidade pequena com uma população de 5 426 habitantes (23.º lugar na voivodia de Opole e 542.º na Polônia), tem uma área de 22,1 km² (9.º lugar na voivodia de Opole e 272.º lugar na Polônia) e uma densidade populacional de 246 hab./km² (26.º lugar na voivodia de Opole e 799.º lugar na Polônia). Nos anos 2002-2024, o número de habitantes diminuiu 11,7%.
Os habitantes de Głogówek constituem cerca de 10,60% da população do condado de Prudnik, constituindo 0,58% da população da voivodia de Opole.
| Descrição                         | Total      | Total    | Mulheres   | Mulheres | Homens     | Homens   |
| --------------------------------- | ---------- | -------- | ---------- | -------- | ---------- | -------- |
| unidade                           | habitantes | %        | habitantes | %        | habitantes | %        |
| população                         | 5 426      | 100      | 2 834      | 52,2     | 2 592      | 47,8     |
| superfície                        | 22,1 km²   | 22,1 km² | 22,1 km²   | 22,1 km² | 22,1 km²   | 22,1 km² |
| densidade populacional (hab./km²) | 246        | 246      | 129,0      | 129,0    | 117,6      | 117,6    |

### Por anos
1858 – 3937
1895 – 5706
1933 – 7356
1936 – 7742
1939 – 7594
1946 – 4532
1980 – 6232
1995 – 6630
1996 – 6567
1997 – 6469
1998 – 6411
1999 – 6451
2000 – 6410
2001 – 6362
2002 – 6144
2003 – 5948
2004 – 5904
2005 – 5846
2006 – 5764
2007 – 5742
2008 – 5755
2009 – 5731
2010 – 5731
2011 – 5774
2012 – 5756
2013 – 5770
2014 – 5702
2015 – 5608
2016 – 5573
2017 – 5607

## Monumentos históricos

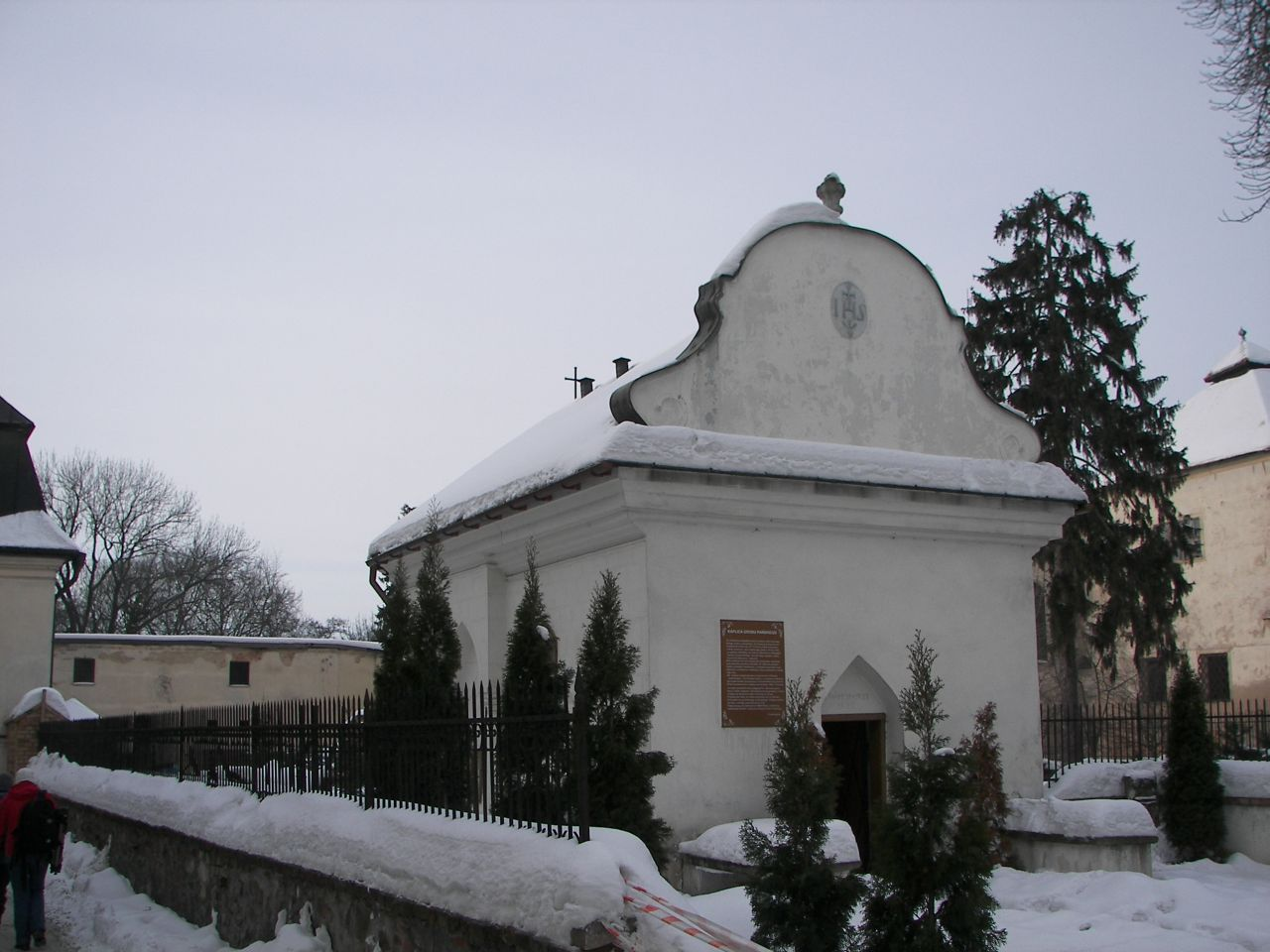
Réplica do Santo Sepulcro

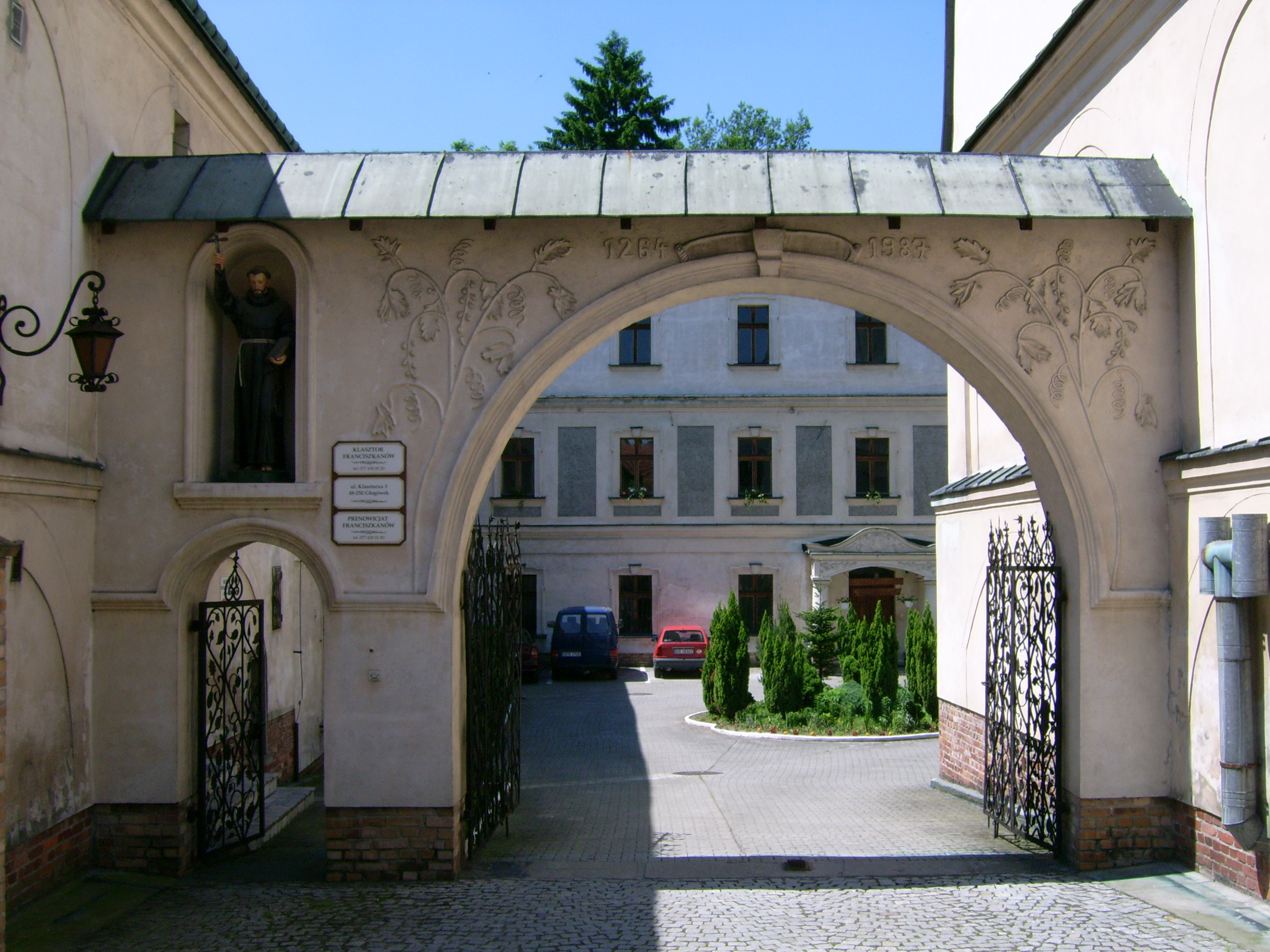
Mosteiro franciscano - portão

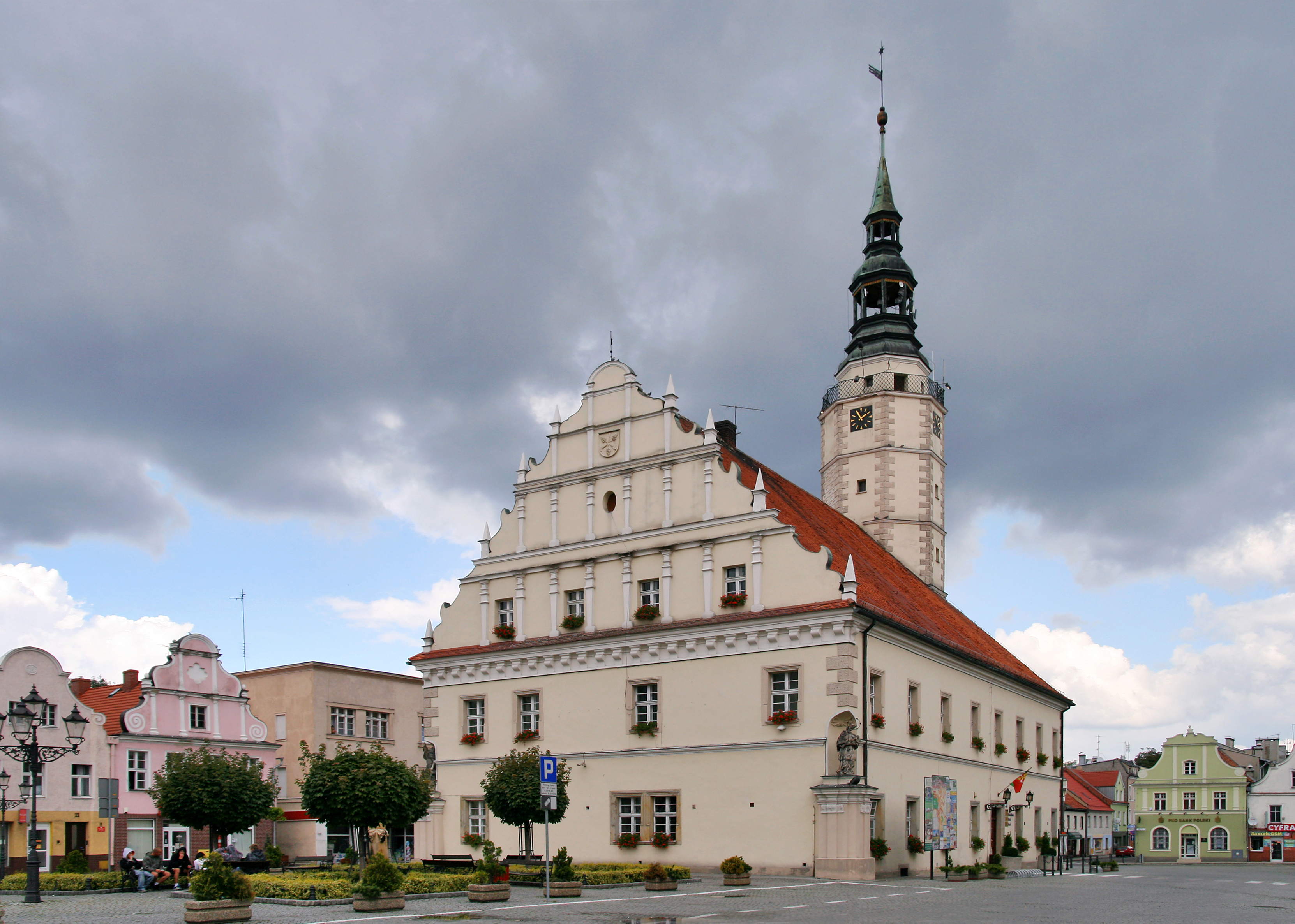
Prefeitura renascentista

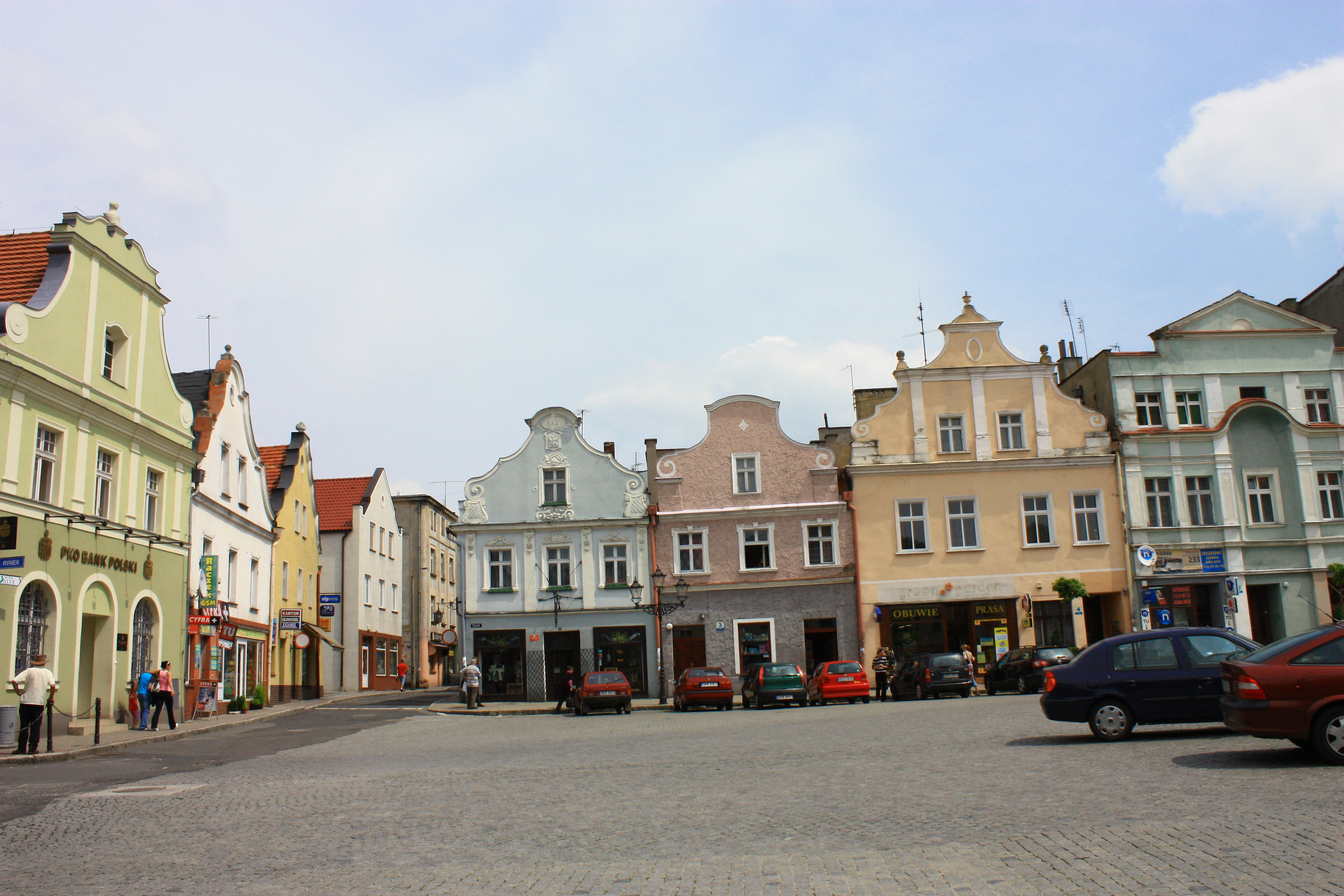
Moradias na praça principal

Estão inscritos no registro provincial de monumentos:
- Igreja colegiada paroquial de São Bartolomeu, de 1380 ao século XVIII. Arquitetura gótica rara com interior barroco com afrescos de Franz Sebastini e estuque de Jan Schubert. A igreja é chamada de “Pérola da Região de Opole”
  - Capela Oppersdorff na igreja paroquial de 1400. No interior, lápide de alabastro e abóbada com apoios de pedra
- Igreja da Santa Cruz, uma estrutura em enxaimel de 1705, no cemitério
- Complexo do mosteiro franciscano, século XIV/XV — século XIX: igreja de São Francisco do século XV, originalmente gótico, reconstruído no século XVII; mosteiro
  - Casa de Loreto com uma estátua da Virgem Maria de 1630, localizada na igreja franciscana
- Capela “Túmulo de Deus” — réplica do Santo Sepulcro foi construída em 1634, 1714, 1822, com elementos neogóticos, uma das três capelas do túmulo de Cristo na Polônia não incluída em complexos maiores (as outras estão em Żagań e Potępa); rua Zamkowa
- Cemitério judeu, histórico de meados do século XIX/XX
- Complexo do castelo, dos séculos XVI ao XX: o castelo maneirista superior e inferior dos Oppersdorffs de 1561–1571, ampliado no século XVII, trilateral, com torres angulares, portais decorativos e uma capela policromada de Franciszek Sebastini. Atualmente, parte do castelo é ocupado pelo Museu Regional; portaria — portão do castelo — solar barroco de 1700, rua Zamkowa; parque, agora um parque municipal
- Muralhas defensivas, do século XIV/XV, 1600
- Torre de guarda e prisão construída em 1595
- Complexo hospitalar, rua Piastowska, de 1773: capela — a igreja de São Nicolau, hospital, no local de um complexo hospitalar do início do século XIV, agora é uma casa residencial
- Torre de água, de 1597
- Prefeitura, renascimento tardio de 1608, 1880, com uma torre na praça principal
- Casa, rua Głubczycka 33 (d. 35)
- Casas, rua Kościelna 4, 12, séculos XVIII, XIX
- Casas, rua Mickiewicza 1, 9 (d. 13), 11 (d. 15), 13 (d. 17), 15 (d. 19), séculos XVIII, XIX
- Pousada, rua Pasternak 2, séculos XVII-XVIII, 1962
- Vinícola, rua Pasternak / rua Powstańców, século XVI
- Casa, rua Piastowska 35, meados do século XIX
- Casas, praça principal 1, 2, 3, 4, 5, 8 não existe, 12 (d. 14), 13 (d. 15); 14 (d. 16), 16 (d. 18), 17 (d. 19), wypisany z księgi rejestru; 18 (d. 20), 19 (d. 21), 21 (d.30); 22 (d. 31), 24 (d. 33), 30 (d. 38), 31 (d. 39), do livro de registro; séculos XVII, XVIII, XIX, XX
- Casa de Sebastini, praça principal 25 (d. 34), meados do século XVIII, XIX, extraído do livro de registro
- Casas, rua Zamkowa 3, 4 extraído do livro de registro, 5, 8, 10, 12, 14, 18, 20, 21, 26, 30, 32, 38, XVII, XVIII/XIX
- Casa, rua Zamkowa 19, dos séculos XVIII-XX

Outros monumentos:
- Sinagoga de 1864
- Cemitério evangélico, abandonado
- Cemitério dos soldados alemães que morreram durante a Segunda Guerra Mundial em 1945.

## Economia

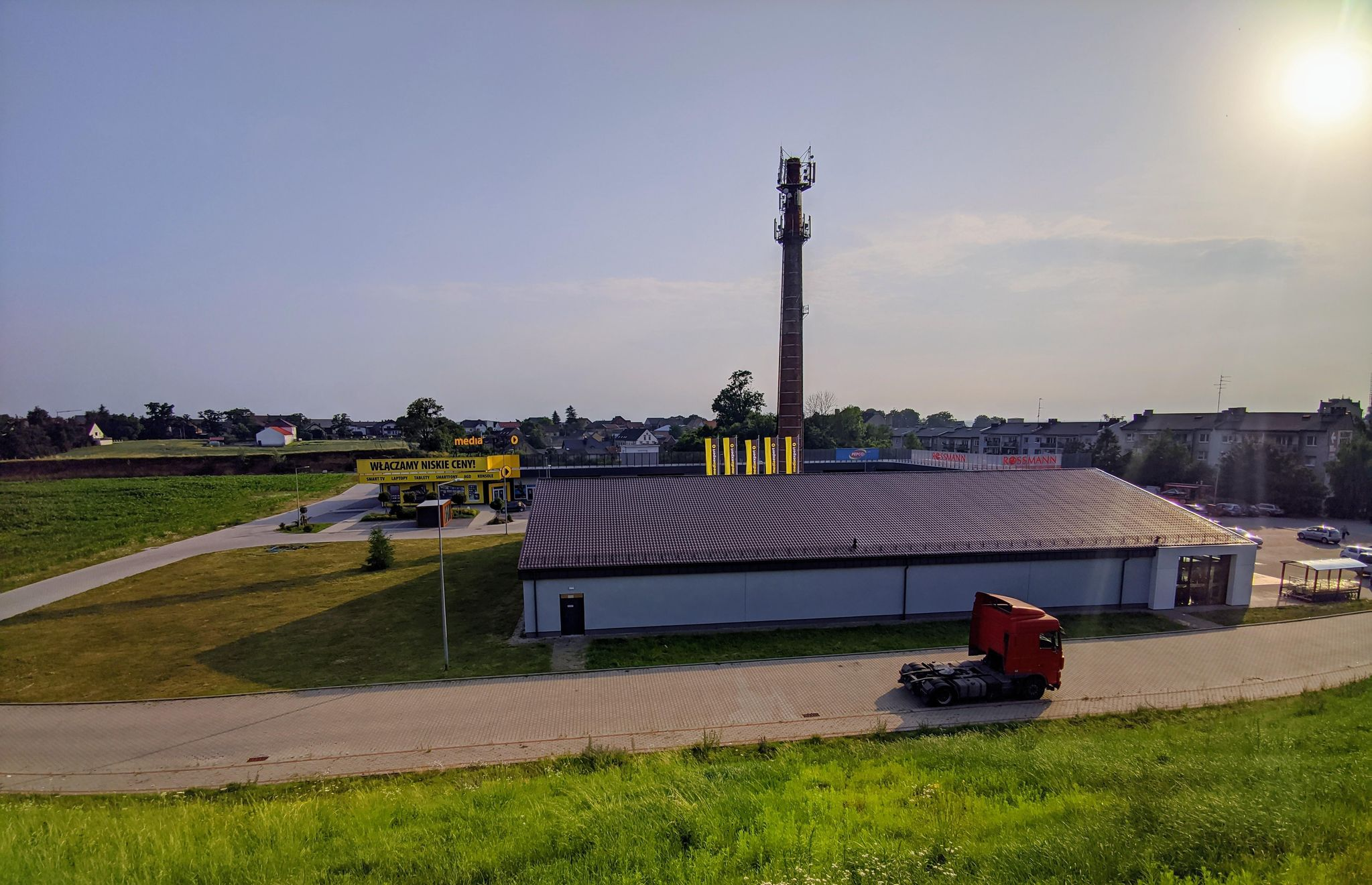
Premium Park

### Empresas
As seguintes empresas de transporte estão sediadas em Głogówek: Morawiec, Kurspiot e Cichoń. Em 2024, a Morawiec empregava cerca de 650 pessoas, o que a tornava a maior empregadora do condado de Prudnik. A cidade também abriga a fábrica da Filplast, que fabrica marcenaria para janelas e portas.

### Comércio
Na cidade há, entre outros, lojas de varejo das seguintes redes: Biedronka, PSB-Mrówka, Żabka. Há um shopping center Premium Park na rua Piotra Skargi. Ele abriga, entre outras, as seguintes marcas: Biedronka, Media Expert, Pepco, Rossmann.

### Serviços
Głogówek, bem como toda a comuna, está sujeita à fiscalização da Instituição de Seguro Social de Prudnik.

## Transportes

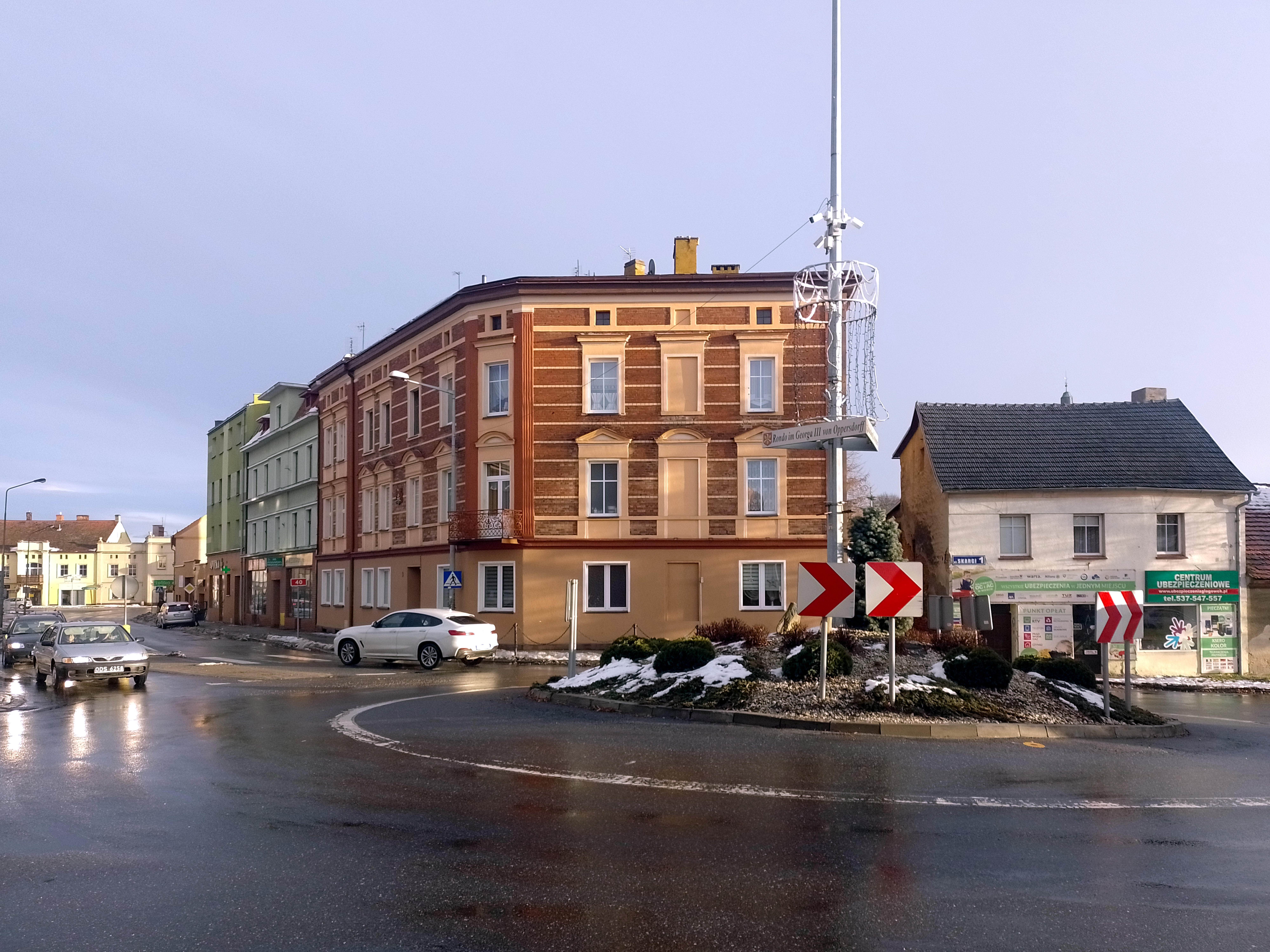
Rotatória nas rodovias DK40 e DW416

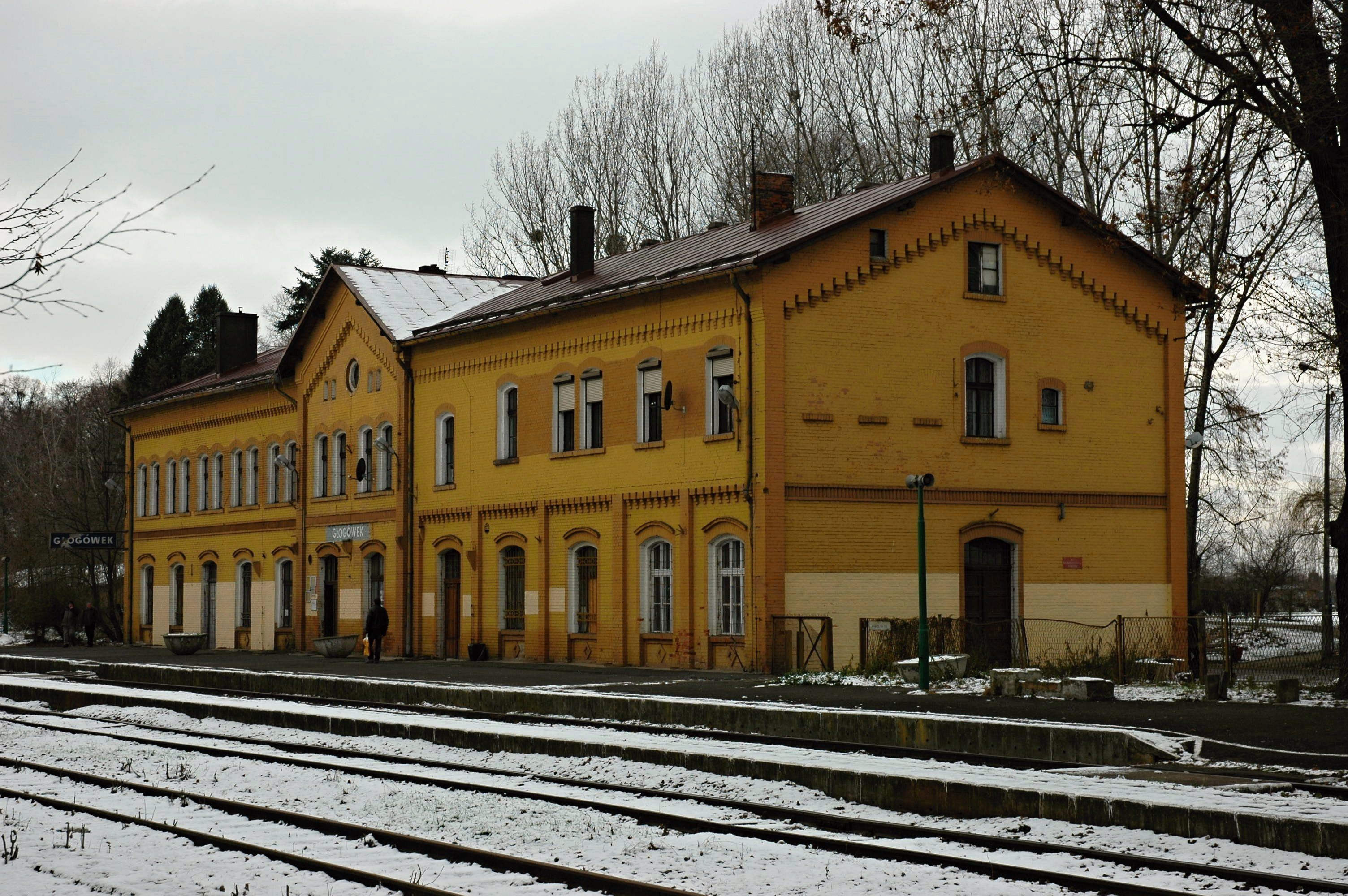
Estação ferroviária em Głogówek

### Transporte rodoviário
A seguinte estrada nacional passa por Głogówek:
- Prudnik — Głogówek — Większyce — Kędzierzyn-Koźle

A rede é complementada pela estrada da voivodia:
- Krapkowice — Głogówek — Głubczyce — Kietrz — Racibórz

Na cidade, há estradas do condado sob a administração do Departamento de Estradas do Escritório do Condado em Prudnik:
| Número da estrada | Localidades                                                              | Extensão (km) |
| ----------------- | ------------------------------------------------------------------------ | ------------- |
| 1210O             | Głogówek, rua 3 Maja e rua Wiejska – Nowe Kotkowice – Rozkochów – Żużela | 4,868         |
| 1254O             | Kazimierz – Głogówek – Błażejowice Dolne                                 | 8,216         |
|                   |                                                                          | 13,084        |

### Transporte ferroviário
A estação ferroviária de Głogówek está localizada na rua Dworcowa. Os trens Polregio e PKP Intercity partem de Głogówek para Brzeg, Gliwice, Jelenia Góra, Katowice, Kędzierzyn-Koźle, Kłodzko, Cracóvia, Nysa, Wałbrzych e Zabrze.
A linha ferroviária n.º 137 entre Katowice e Legnica, conhecida como Magistrala Podsudecka, foi trazida para Głogówek em 1876 e ligava as cidades industrializadas do sopé dos Sudetos às minas da Alta Silésia. Ela foi classificada como uma linha de primeira classe da maior importância nacional.

### Transporte público
A estação de ônibus em Głogówek está localizada perto do centro da cidade, na rua Piotra Skargi.
Em 2004, a Prudnik PKS foi privatizada com a participação da Connex Polska. Em 2008, como resultado da fusão da PKS Connex Prudnik e da PKS Connex Kędzierzyn-Koźle, foi criada a empresa Veolia Transport Opolszczyzna, em 2013 assumida pela Arriva Bus Transport Polska. Em 2019, a Arriva se retirou da Prudnik. A organização do transporte de passageiros em Głogówek e arredores foi então assumida pela PKS-y. Em dezembro de 2021, a Associação de Transporte Municipal-Distrital “Pogranicze” foi criada para melhorar a qualidade do transporte.

## Educação

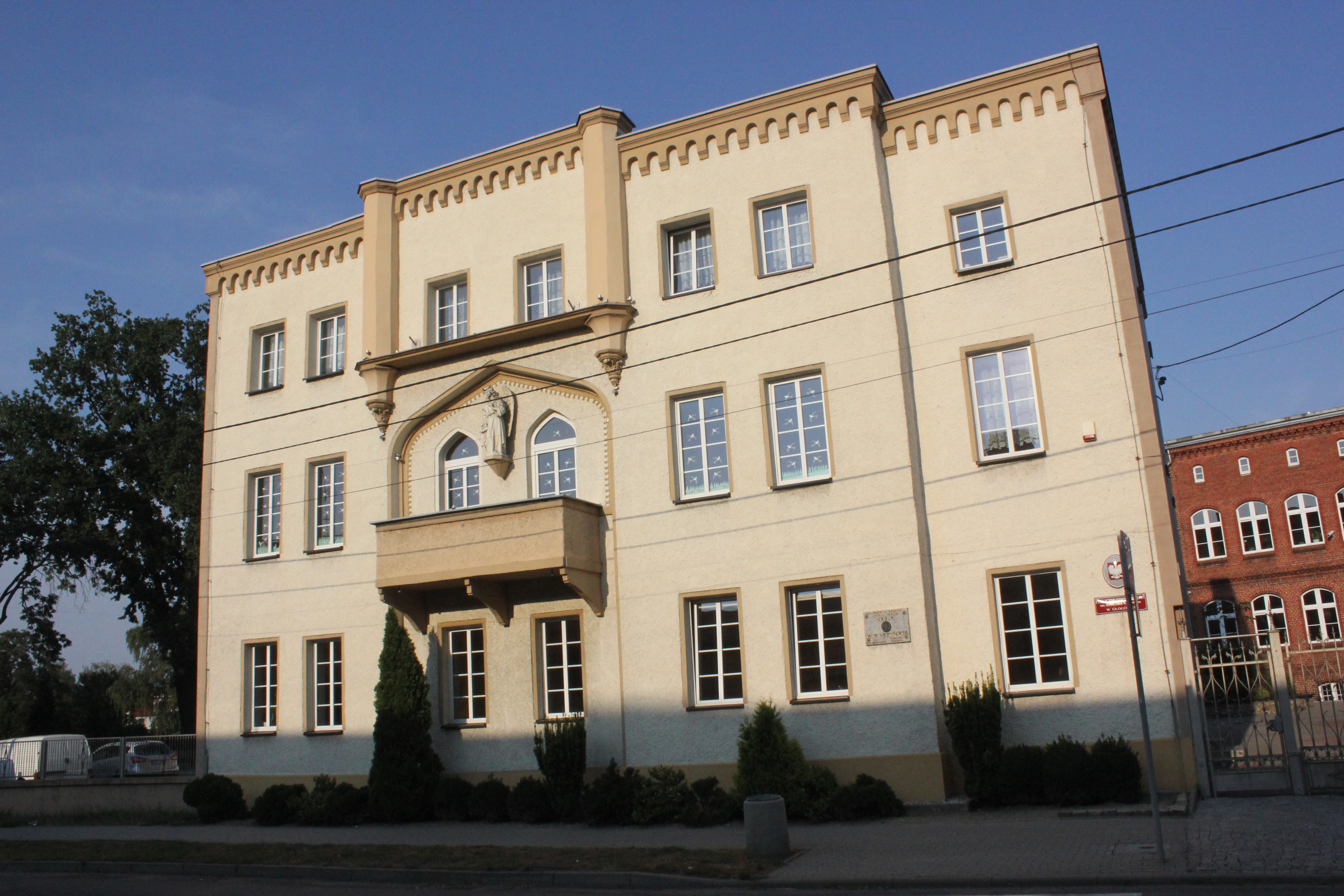
Escola secundária pública n.º 1, Króla Jan Kazimierz

Em Głogówek existem: 2 jardins de infância, 3 escolas primárias, 2 escolas do ensino médio, 3 escolas secundárias gerais, 1 escola industrial de primeiro grau, 2 escolas técnicas e 1 escola pós-secundária.
| Jardins de infância - Jardim de infância público n.º 3, rua Powstańców 16 - Jardim de infância público n.º 4, rua Korfantego 3 Escolas primárias - Escola primária pública n.º 1 Marii Skłodowskiej-Curie, rua Jana Pawła II 1 - Escola primária pública n.º 2 Henryka Sienkiewicza, rua Sobieskiego 6 - Escola primária especial n.º 4, rua Batorego 2 Escolas pós-secundárias - Escola secundária para adultos, rua Powstańców 34 |  | Escolas do ensino médio - Escola secundária pública n.º 1 Króla Jana Kazimierza, rua Kościuszki 10 - Escola secundária especial n.º 3, rua Batorego 2 Escolas secundárias - Escola superior da indústria, rua Powstańców 34 - Ensino médio, rua Powstańców 34 - Escola técnica, rua Powstańców 34 - Ensino médio para adultos, rua Powstańców 34 - Escola especial de formação profissional, rua Batorego 2 - Escola secundária suplementar para adultos, rua Powstańców 34 - Escola secundária geral suplementar, rua Powstańców 34 - Escola técnica suplementar para adultos, rua Powstańców 34 |

## Cultura
- Centro Cultural Municipal e Comunal em Głogówek
- Museu Regional em Głogówek
- Dois círculos de DFK da Associação Social e Cultural dos Alemães em Opole Silésia — Winiary e Oracze[90][91]

### Eventos culturais permanentes
- Dias de Głogówek — um evento ao ar livre organizado anualmente em julho na praça principal de Głogówek[92]
- Festival da Silésia da Região de Prudnik Ludwig van Beethoven — um festival de música clássica realizado anualmente em outubro em Prudnik e Głogówek[93][94]

## Mídia local

### Imprensa
- Życie Głogówek — revista mensal publicada pelo Centro Cultural de Głogówek em nome da comuna de Głogówek.
- Nowiny z Głogówka — uma revista quinzenal independente com perfil político, que trata de questões do governo local.
- Tygodnik Prudnicki
- Prudnik24
- Gazeta Pogranicza

### Televisão
- TV Prudnik (TV Pogranicza)

### Rádio
- Radio Opole
- Radio Park

### Portais
- Teraz Prudnik[95] (até 2017 Tygodnik Prudnicki[96])
- prudnik24.pl[97]

## Religião

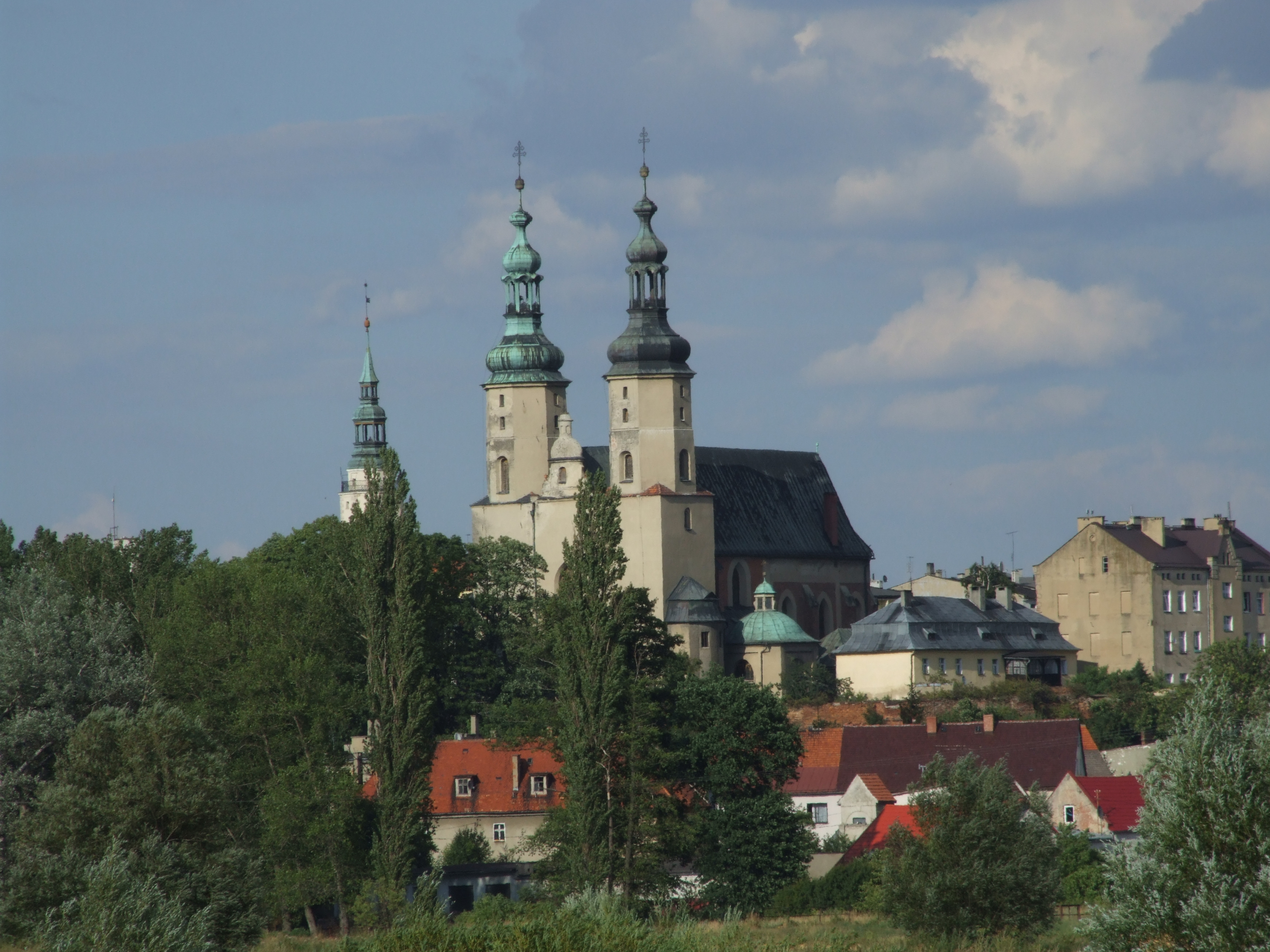
Igreja de São Bartolomeu (1380 - século XVIII)

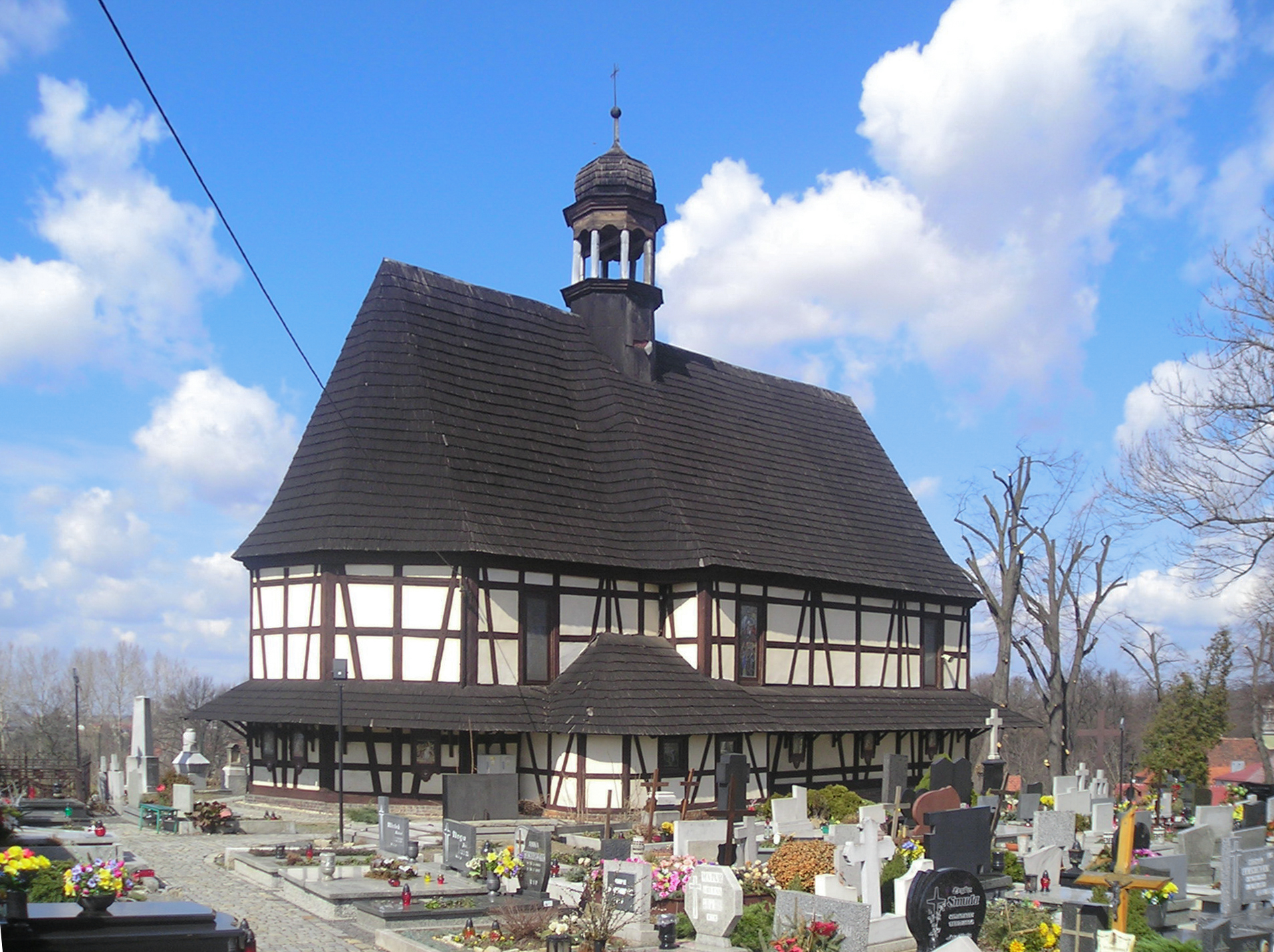
Igreja da Santa Cruz, de 1705

A santa padroeira católica da cidade é Cândida, a Velha [en].

### Comunidades religiosas

#### Igreja Católica na Polônia
Forania de Głogówek
- Paróquia de São Bartolomeu (rua Kościelna 2)
  - Igreja de São Bartolomeu (rua Kościelna 2)
  - Igreja de São Francisco (rua Klasztorna)
  - Igreja de São Nicolau (rua Piastowska 35)
  - Igreja da Santa Cruz (rua Podgórna)

### Cemitérios
- Cemitério municipal (rua Podgórna)
- Cemitério judeu (rua Olszynka)
- Cemitério evangélico (rua Powstańców)
- Cemitério militar alemão (rua Powstańców)

### Edifícios sagrados inexistentes
- Sinagoga (fechada)
- Igreja evangélica (demolida)

## Esportes
A principal entidade responsável pelo esporte e pela recreação na cidade é o Centro Cultural Municipal e Comunal em Głogówek.

### Instalações esportivas
- Estádio Municipal (rua Damrota)
- Piscina comum (rua Kąpielowa)
- Quadras de tênis (rua Targowa)
- Campo de tiro esportivo (rua Winiary)
- Boisko pełnowymiarowe
- Salão de esportes na escola pública de ensino médio n.º 1
- Campo de futebol ORLIK 2012

### Clubes esportivos
- KS Fortuna Głogówek (futebol)[100]
- LKS Rolnik Biedrzychowice Głogówek (futebol)
- UKS Akademia Piłki Nożnej Głogówek (futebol)
- SPS Głogówek (voleibol)

### Competições esportivas
Em 3 de setembro de 1976, o início da oitava etapa da corrida de ciclismo Tour de Pologne ocorreu em Głogówek.

## Política

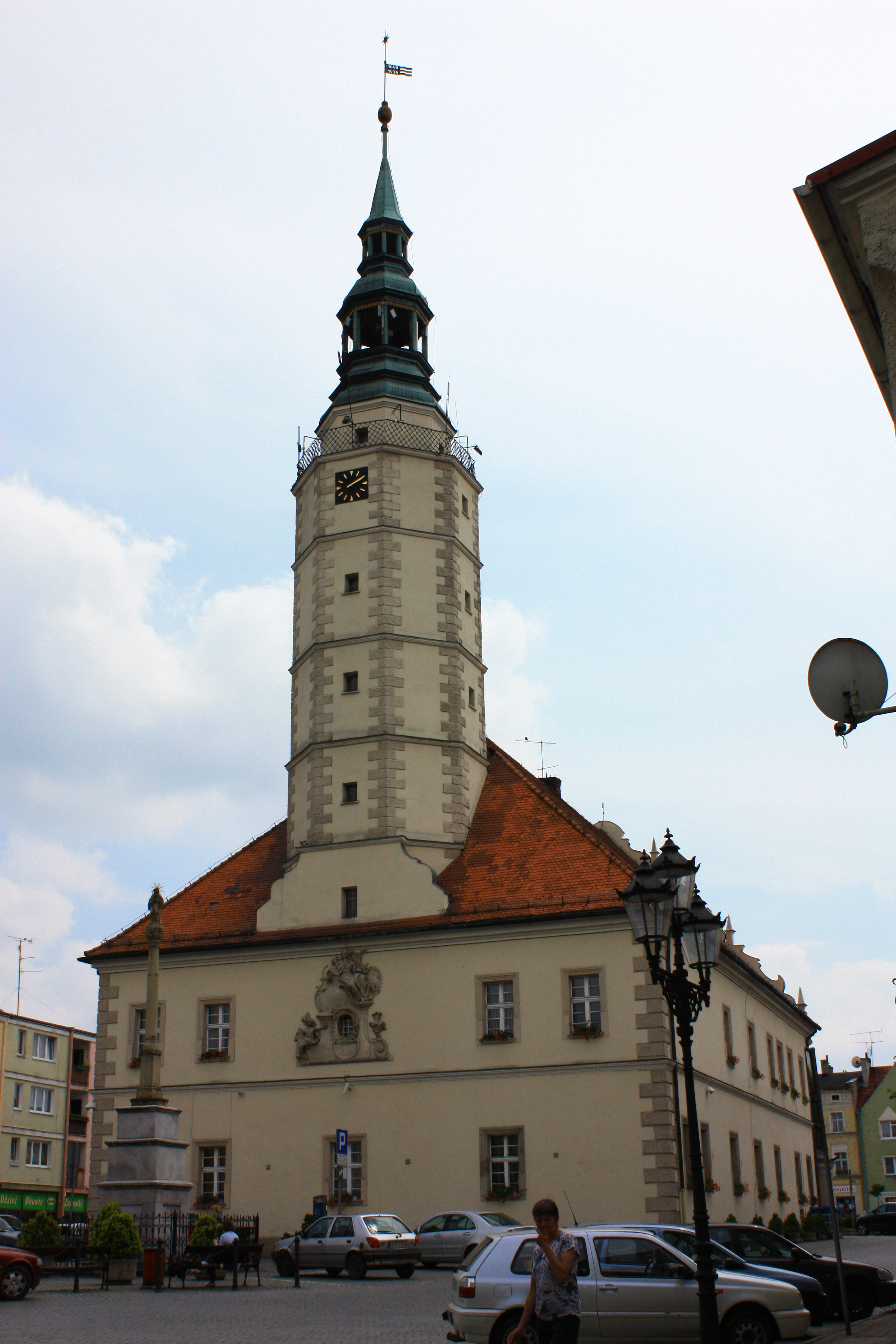
Prefeitura

A cidade é sede da comuna urbano-rural de Głogówek. O órgão executivo é o prefeito. Nas eleições locais de 2018, Piotr Bujak foi eleito. A sede das autoridades é a Câmara Municipal na Praça principal.

### Câmara Municipal
Os habitantes de Głogówek elegem 3 vereadores para o Conselho Municipal (3 de 15). Os restantes 12 conselheiros são eleitos pelos habitantes das áreas rurais da comuna de Głogówek.

## Turismo

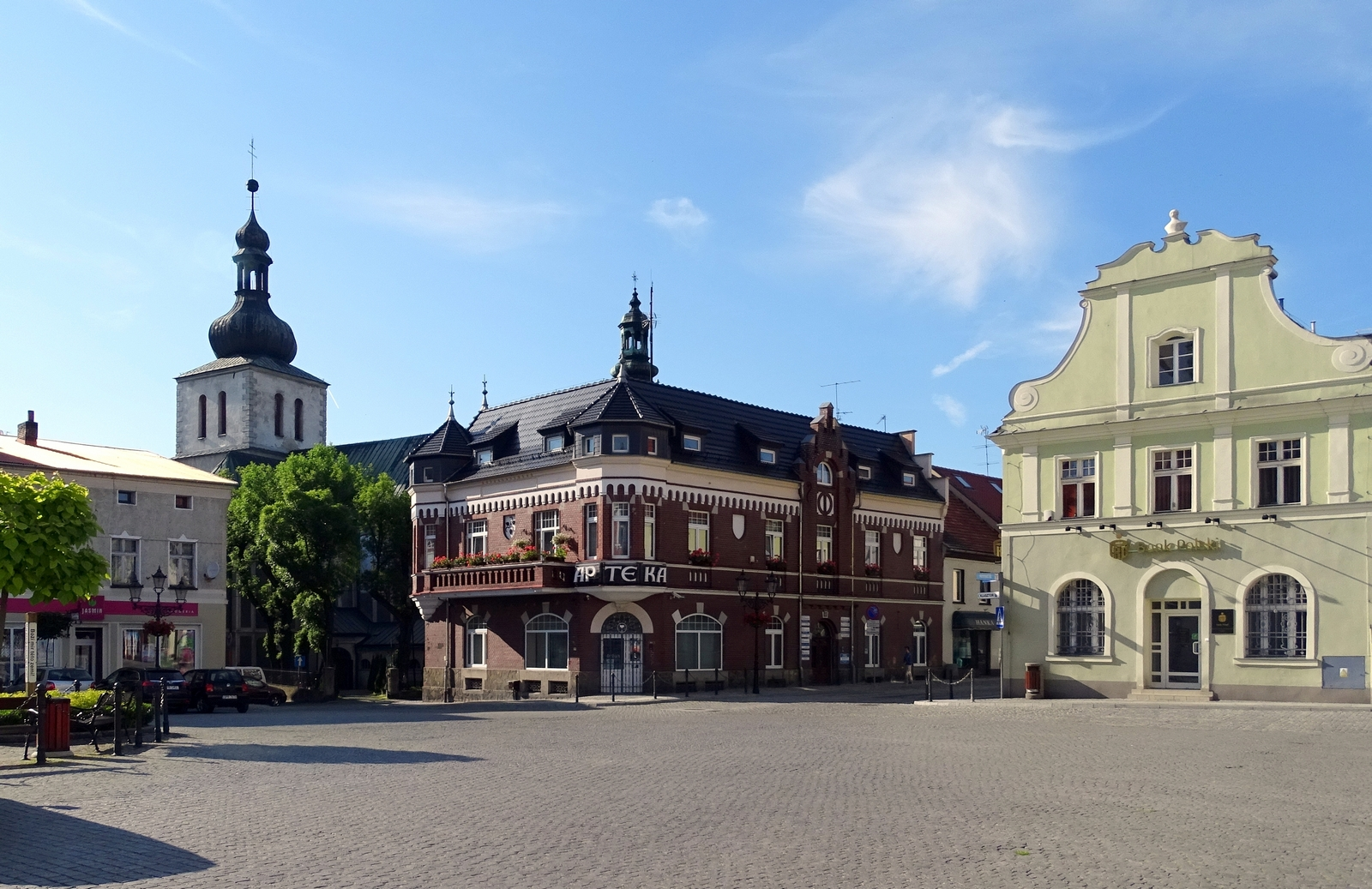
Edifícios históricos da Praça do Mercado

Głogówek é uma cidade de grande interesse turístico. O complexo da cidade antiga de Głogówek está listado no Cânone do Patrimônio Nacional da Polônia. O castelo renascentista de Głogówek, onde o rei João II Casimiro Vasa da Polônia, ficou durante o Dilúvio sueco, é apresentado como um patrimônio da história polonesa. O complexo do mosteiro franciscano com a Casa de Loreto é um importante centro de peregrinação.
A filial de Prudnik da Sociedade dos “Sudetos Orientais” criou o Distintivo do Turista da Terra de Prudnik, que é obtido ao se visitar um número adequado de locais em vilas e cidades na Terra de Prudnik, incluindo Głogówek. A PTTK Prudnik também concede um Distintivo de Turista de Ciclismo no “Reino de Praděd” por visitar, entre outros, Głogówek.
Em 12 de julho de 2010, como parte da VI Semana Europeia de Cicloturismo organizada em Prudnik e com a participação de ciclistas de toda a Europa, a rota “Szlakiem Pielgrzyma” passou por Głogówek.

### Trilhas de bicicleta
Uma trilha para ciclistas passa por Głogówek:
- Trilha turística de bicicleta PTTK n.º 34-n: Głogówek – Mochów – Dzierżysławice – Racławice Śląskie

## Serviço de saúde

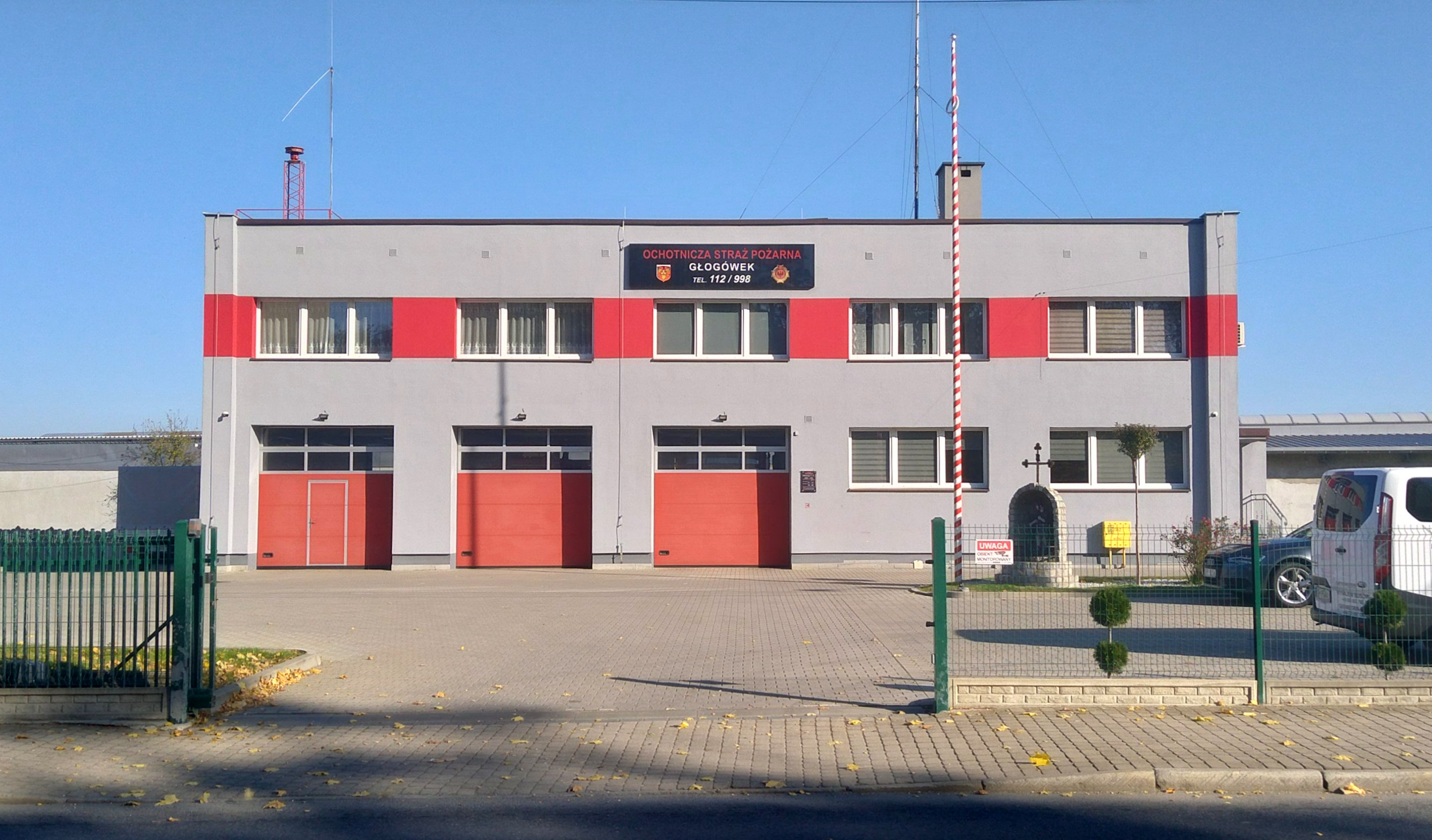
Corpo de bombeiros voluntário

- Instalação de cuidados e tratamento — Prudnickie Centrum Medyczne (rua Konopnicka, 2).[112]
  - Equipe básica de resgate médico.[113]

## Serviços uniformizados
- Polícia — Delegacia de Polícia (rua Dworcowa, 22), subordinada à sede da polícia distrital em Prudnik.[114]
- Corpo de Bombeiros — Brigada de Bombeiros Voluntários (rua Dworcowa, 9).[115] A Brigada Głogówek faz parte da Companhia de Bombeiros “Prudnik”.[116]

O território da cidade, bem como toda a comuna de Głogówek, está localizado na zona de fronteira, portanto a Guarda de Fronteira tem competências especiais nessa área em termos de segurança. A comuna de Głogówek é coberta pelo posto da Guarda de Fronteira em Opole da Filial Silesiana da Guarda de Fronteira.